# ガンプラの一覧
ガンプラの一覧は、ガンダムシリーズのプラモデルの一覧である。
型式番号、商品名の表記はパッケージに従う。原則日本語表記を優先。パッケージに型式番号が表記されていない場合は記載しない。表記揺れがある場合は原則、天面（箱絵部）、側面・短（多くのキットで商品名が記載の部分）、側面・長、内容物の順で優先する。

## 作品別

### 機動戦士ガンダム

#### ベストメカコレクション、他
1/144,1/250,1/550,1/1200,1/2400
［］カッコ内の数字はベストメカコレクション（ガンダム以外の作品も含む定価\300、\400のシリーズ）のナンバー。
- 1/144 RX-78 ガンダム［4］（1980年7月）
- 1/1200 量産型ムサイ［5］（1980年8月）
- 1/144 シャア専用ザク［6］（1980年9月）
- 1/144 グフ［9］（1980年11月）
- 1/144 ズゴック［10］（1980年12月）
- 1/1200 ホワイトベース（1980年12月）
- 1/144 量産型ザク［11］（1981年1月）
- 1/1200 シャア専用ムサイ［13］（1981年2月）
- 1/144 ジオング（1981年3月）
- 1/2400 ホワイトベース［15］（1981年4月）
- 1/144 ガンダム・モビルスーツ用武器セット［16］（1981年4月）
- 1/144 GM（ジム）［17］（1981年4月）
- 1/144 ガンキャノン［18］（1981年5月）
- 1/144 ゴッグ［19］（1981年5月）
- 1/144 ガンタンク（1981年5月）
- 1/144 リックドム（1981年6月）
- 1/144 シャア専用ゲルググ（1981年6月）
- 1/144 マ・クベ専用ギャン［20］（1981年7月）
- 1/144 シャア専用ズゴック［21］（1981年7月）
- 1/144 MSM-04 アッガイ［22］（1981年8月）
- 1/144 MSM-10 ゾック（1981年8月）
- 1/144 ボール［26］（1981年9月） - 1/250ボール付
- 1/550 ビグザム［27］（1981年9月）
- 1/550 ビグロ［28］（1981年9月）
- 1/144 G・アーマー（1981年9月）
- 1/550 グラブロ［29］（1981年10月）
- 1/550 ララァスン専用モビルアーマー［30］（1981年10月） - 発売当初の商品名「エルメス」から後に改称
- 1/144 MS-05 旧型ザク［32］（1981年10月）
- 1/144 ドダイYS（1981年10月）
- 1/1200 ガウ攻撃空母［35］（1982年4月）
- 1/144 マゼラ・アタック［36］（1982年5月）
- 1/144 MS-11 量産型ゲルググ（1982年5月）
- 1/550 アッザム［38］（1982年6月）
- 1/250・1/550 ザクレロ（1982年6月）
- 1/550 ブラウ・ブロ（1982年6月）
- 1/144 アッグガイ［42］（1982年7月）
- 1/144 コアブースター［43］（1982年8月）
- 1/144 ジュアッグ（1982年8月）
- 1/144 アッグ［47］（1982年9月）
- 1/144 ゾゴック［48］（1982年11月）
- 1/2400 グワジン［53］（1983年3月）
- 1/2400 ザンジバル［54］（1983年3月）
- 1/550 ミデア［55］（1983年1月）
- 1/1200 サラミス［56］（1983年1月）
- 1/1200 マゼラン（1983年3月）
- 1/250 G・アーマー（1984年8月）
- 1/144 RX-78-2 ガンダム (REVIVAL Ver.)（2024年10月）

1/144 フルカラーモデル(F.C.M)
FULL COLOR MODEL
彩色済みモデル。
1. MS-R09 リック・ドム（1988年7月）
2. RX-77 ガンキャノン（1988年9月）
3. MSM-07S シャア専用ズゴック（1988年9月）
4. RX-78 ガンダム（1988年9月）
5. MSM-07 量産型ズゴック（1988年10月）
6. MS-07B グフ（1988年10月）
7. RGM-79 ジム（1988年10月）

1/144 フルカラーモデル(F.C.M) 10周年記念限定商品
パッケージ変更版。製造番号入り。
- 2 RX-77 ガンキャノン（1989年）
- 3 MSM-07S シャア専用ズゴック（1989年）
- 4 RX-78 ガンダム（1989年）
- 6 MS-07B グフ（1989年）

限定モデル
- 1/144 RX-78 ガンダム 機動戦士ガンダム10周年記念限定版（1987年）
金メッキ。機動戦士ガンダム 逆襲のシャア公開記念景品。
- 1/144 RX-78 ガンダム（完全蔵出しバージョン）（2005年9月）
日経Characters!2005年11月号付録。ガンプラ25周年記念。
- 1/144 ガンダム BANDAIホビーセンター竣工記念（2006年）
ラメ入りクリア。
- 機動戦士ガンダム30th ガンプラプレミアムBOX[1]（2010年1月）
プレミアムバンダイ限定販売。ラメ入りクリア1/144ガンダム他、計12機セット。
- RX-78-2 ガンダム RG1/1ガンダムプロジェクトオープン記念30thセット（2010年）
1/144ガンダムとRG1/144ガンダムのセット。非売品。
- 1/144 ザク ミズオカラーVer.（2014年3月）
2013年11月発売ビッグコミックス「プラモ男子とプリチー女子-ミズオとイエナの一年戦争-第3集」発売記念プレゼント当選品。
- 1/144 RX-78F00 ガンダム & ガンダムドック（2020年9月）
プレミアムバンダイで販売、及び「GUNDAMFACTORY YOKOHAMA」にて販売。
- 1/144 ガンダム（2020年11月）
「GUNPLA 40th メモリアルセット」に同梱。 ガンダムベース、イベントなどで販売。
- 1/200 RX-78F00ガンダム（2020年12月）
「GUNDAMFACTORY YOKOHAMA」入場者特典。
- 1/144 RX-78F00 ガンダム（2020年12月）
- 1/48 RX-78F00ガンダム [BUST MODEL]（2020年12月）

GUNDAM FACTORY YOKOHAMA専用エコプラ 1/144 RX-78F00 ガンダム（2021年4月）
- 以上3点、「GUNDAM FACTORY YOKOHAMA」で販売。

#### 1/100
- RX-78 ガンダム（1980年7月）
- ドム（1980年11月）
- シャア専用ゲルググ（1981年3月）
- ガンキャノン（1981年3月）
- 量産タイプゲルググ（1981年6月）
- MS-06S シャア専用ザク（1981年7月）
- MS-07 グフ（1981年12月）
- MSM-07s シャア専用ズゴック（1981年12月）
- マ・クベ専用ギャン（1982年1月）
- MSM-03 ゴッグ（1982年3月）
- MSM-07 量産型ズゴック（1982年6月）
- MS-05 旧型ザク（1982年7月）
- RGM-79 GM〔ジム〕（1982年8月）
- MS-06 量産型ザク（1982年9月）
- MSM-04 アッガイ（1982年9月）
- アッグガイ（1982年9月）
- アッグ（1982年10月）
- ゾゴック（1982年11月）

1/100 リアルタイプ
REAL TYPE
- MS-06 リアルタイプ ザク（1982年2月）
- MS-09 リアルタイプ ドム（1982年2月）
- RX-78 リアルタイプ ガンダム（1982年3月）
- RX-77 リアルタイプ ガンキャノン（1982年4月）
- MS-11 リアルタイプ ゲルググ（1982年4月）
- RGM-79 リアルタイプ ジム(GM)（1983年4月）
- MS-05 リアルタイプ 旧型ザク（1983年4月）

限定モデル 1/100
- 1/100 ガンダム 限定版（1988年3月）
金メッキ。
- 1/100 RX-78F00 ガンダム（2020年9月）
プレミアムバンダイで販売、及び「GUNDAMFACTORY YOKOHAMA」にて販売。
- GUNDAM FACTORY YOKOHAMA専用エコプラ 1/100 RX-78F00 ガンダム（2021年4月）
- RX-78F00 ガンダム [チタニウムフィニッシュ]（2021年6月）
以上2点、「GUNDAM FACTORY YOKOHAMA」で販売。

#### 1/60
- RX-78 ガンダム（1980年12月）
- シャア専用ザク（1980年12月）
- 量産型ザク（1980年12月）
- MS-09 ドム（1981年12月）
- シャア専用ゲルググ（1981年12月）
- 量産型ゲルググ（1983年3月）

#### 1/20 キャラコレ
1. アムロ・レイ（1981年6月）
2. シャア・アズナブル（1981年6月）
3. マチルダ・アジャン（1981年6月）
4. セイラ・マス（1981年6月）
5. カイ・シデン（1981年8月）
6. フラウ・ボウ（1981年8月）
7. ガルマ・ザビ（1981年10月）
8. イセリナ・エッシェンバッハ（1981年10月）
9. ブライト・ノア（1981年10月）
10. ララァ・スン（1981年10月）

#### 1/250
ガンダム情景模型
- A ランバ・ラル特攻（1981年7月）
- B ジャブローに散る（1981年8月）
- C テキサスの攻防（1981年8月）
- D 宇宙要塞ア・バオア・クー（1981年7月）

イロプラ
1. RX-78 ガンダム（1983年7月）
2. MS-06S シャア・ザク（1983年7月）
3. MS-06 量産型ザク（1983年7月）
4. MS-07 グフ（1983年7月）

#### 1/72 メカニック・モデル
MECHANICS MODEL
- RX-78 ガンダム（1981年11月）
- MS-06s シャア専用ザク（1981年11月）

#### セット
- ガンダムキャラコレボックス（1998年6月）
ガンダム20周年記念キャラコレ10点セット。
- 「一年戦争」バトルシップ セット（2005年7月）
シャア専用ムサイ、量産型ムサイ、ホワイトベース、ガウ攻撃空母、グワジン、ザンジバル、ミデア、サラミス、マゼランのセット。
- ガンダム30周年記念ファーストセットA（2009年5月）
1/144MS、1/550MA等、計33点のセット。

#### グレード別、その他
- HGは、#ハイグレード (HG)を参照
- HG UNIVERSAL CENTURYは、ハイグレード・ユニバーサルセンチュリーを参照
- HG Ver.G30thは、#HG Ver.G30thを参照
- MGは、マスターグレードを参照
- PERFECT GRADEは、パーフェクトグレードを参照
- FGは、#ファーストグレード (FG)を参照
- EXモデルは、#EXモデルを参照
- HY2Mは、#ハイパーハイブリッドモデル (HY2M)を参照
- ガンダムコレクションは、#ガンダムコレクションを参照
- U.C.ハードグラフは、#U.C.ハードグラフを参照
- ガンプラコレクションは、#ガンプラコレクションを参照
- スピードグレードコレクションは、#スピードグレードコレクションを参照
- メガサイズモデルは、#メガサイズモデルを参照
- RGは、#リアルグレード (RG)を参照
- ハロプラは、#ハロプラを参照
- フィギュアライズメカニクスは、#フィギュアライズメカニクスを参照
- エントリーグレードは、#エントリーグレードを参照
- SDガンダムシリーズ等は、SDガンダム BB戦士、#ディフォルメタイプなどのガンプラを参照
- EGは、ENTRY GRADEを参照

### 機動戦士ガンダム モビルスーツバリエーション (MSV)
MOBILE SUIT VARIATION
1. 1/144 MS-06R ザクII（1983年4月）
2. 1/144 MS-06K ザクキャノン（1983年4月）
3. 1/144 YMS-09 プロトタイプドム（1983年4月）
4. 1/144 MS-06D ザクデザートタイプ（1983年5月）
5. 1/144 RGC-80 ジムキャノン（1983年5月）
6. 1/144 MS-06M 水中用ザク（1983年6月）
7. 1/144 MS-14C ゲルググキャノン（1983年6月）
8. 1/144 RX-78-1 プロトタイプガンダム（1983年6月）
9. 1/144 MS-07H グフ飛行試験型（1983年7月）
10. 1/144 FA-78-1 ガンダムフルアーマータイプ（1983年7月）
11. 1/144 MS-06E ザク強行偵察型（1983年8月）
12. 1/144 MS-06V ザクタンク（1983年9月）
13. 1/60 MS-14C ゲルググキャノン（1983年9月）
14. 1/100 MS-06R ザクII シン・マツナガ大尉機（1983年10月）
15. 1/144 YMS-09 局地戦闘型ドムトロピカルテストタイプ（1983年10月）
16. 1/100 YMS-09 局地戦闘型ドム（1983年10月）
17. 1/100 MS-06K ザクキャノン（1983年10月）
18. 1/60 MS-06R ザクII 黒い三連星使用機（1983年10月）
19. 1/60 FA-78-1 ガンダムフルアーマータイプ（1983年10月）
20. 1/100 YMS-09 プロトタイプドム（1983年11月）
21. 1/60 MS-06R-2 ザクII ジョニー・ライデン少佐機（1983年12月）
22. 1/144 RGM-79 ジム・スナイパー・カスタム（1983年12月）
23. 1/144 MS-06R-2 ザクII ジョニー・ライデン少佐機（1984年2月）
24. 1/144 MS-06E3 ザクフリッパー（1984年3月）
25. 1/144 MS-06F ザクマインレイヤー（1984年3月）
26. 1/100 FA-78-1 ガンダムフルアーマータイプ（1984年4月）
27. 1/144 MSN-01 高速機動型ザク（1984年5月）
28. 1/144 RX-77-4 ガンキャノンII（1984年5月）
29. 1/144 MS-06Z Zタイプ・ザク（1984年5月）
30. 1/144 RX-78 パーフェクト・ガンダム（1984年6月）
31. 1/250 MSN-02 パーフェクト・ジオング（1984年7月）
32. 1/144 MS-14B J.ライデン少佐用ゲルググ（1984年9月）
33. 1/100 MS-06R-2 J.ライデン少佐用ザクII （1984年9月）
34. 1/100 RX-78 パーフェクト ガンダム（1984年12月）

限定モデル
- 1/144 MS-06S シャア少佐専用ザク限定版（1984年）
ザクマインレイヤーの色替えに武器とハンドパーツを追加。ガンダムダブルエキサイティングプレゼント ザク賞。製造番号入り。
- 1/144 MS-06S シャア少佐専用ザク LIMITED MODEL（1984年）
ザクマインレイヤーの色替えに武器とハンドパーツを追加。ガンダムワクワクプレゼント1等賞。
- 1/144 MSバリエーションスペシャル プラモ狂四郎ガンダムフルアーマータイプ（1984年）
'84ボンボンフェア当選品。
- 1/144 RX-78-1 プロトタイプガンダム 限定版（1988年3月）
金メッキ。
- 1/144 パーフェクトガンダム狂四郎スペシャルバージョン（1999年）
金メッキ。ボンボンKCDX「プラモ狂四郎」復刻記念プレゼント当選品。

ロボチェンマン
グレード別、その他
- HG UNIVERSAL CENTURYは、ハイグレード・ユニバーサルセンチュリーを参照
- MGは、マスターグレードを参照
- U.C.ハードグラフは、#U.C.ハードグラフを参照
- ガンプラコレクションは、#ガンプラコレクションを参照
- RGは、#リアルグレード (RG)を参照
- SDガンダムシリーズは、SDガンダム BB戦士を参照
- エントリーグレードは、#エントリーグレードを参照

### 機動戦士Ζガンダム
1. 1/144 RX-178 ガンダムマークII（1985年4月）
2. 1/144 RMS-106 ハイザック（1985年4月）
3. 1/100 RX-178 ガンダムマークII（1985年5月）
4. 1/144 RMS-099 リック・ディアス（1985年5月）
5. 1/144 RMS-117 ガルバルディβ（ベータ）（1985年5月）
6. 1/100 RMS-106 ハイザック（1985年6月）
7. 1/100 RMS-117 ガルバルディβ（ベータ）（1985年6月）
8. 1/100 RMS-099 リックディアス（1985年8月）
9. 1/144 MS-06K ザクキャノン（1985年8月）
10. 1/144 MS-07H グフ飛行試験型（1985年8月）
11. 1/144 MS-06V ザクタンク（1985年8月）
12. 1/144 RMS-108 マラサイ（1985年7月）
13. 1/144 MSZ-006 ゼータガンダム（1985年8月）
14. 1/144 RMS-179 ジムII（1985年8月）
15. 1/144 MS-06E ザク強行偵察型（1985年8月）
16. 1/144 RGC-80 ジムキャノン（1985年8月）
17. 1/144 MS-06M マリンハイザック（1985年9月）
18. 1/144 MSA-003 ネモ（1985年8月）
19. 1/144 モビルスーツ武器セット（1985年8月）
20. 1/144 MSN-00100 100式（1985年9月）
21. 1/220 PMX-000 メッサーラ（1985年9月）
22. 1/144 RGM-79 ジムスナイパーカスタム（1985年9月）
23. 1/100 MSN-00100 100式（1985年10月）
24. 1/2200 強襲用宇宙巡洋艦アーガマ（1985年10月）
25. 1/100 MSZ-006 FULLACTION Ζガンダム（1985年10月）
26. 1/144 ORX-05 ギャプラン（1985年10月）
27. 1/60 MSZ-006 ゼータガンダム（1985年11月）
28. 1/220 NRX-044 アッシマー（1985年11月）
29. 1/300 MRX-009 サイコガンダム（1985年11月）
30. 1/144 ガンダムMk-II用Gディフェンサー（1985年11月）
31. 1/144 RX-110 ガブスレイ（1985年12月）
32. 1/144 MSA-005 メタス（1985年12月）
33. 1/144 RX-139 ハンブラビ（1985年12月）
34. 1/220 RX-178 ガンダムマークII（1985年12月）
35. 1/220 RMS-099 リックディアス（1985年12月）
36. 1/220 MSZ-006 ゼータガンダム（1985年12月）
37. 1/144 PMX-001 パラスアテネ（1986年1月）
38. 1/220 RMS-108 マラサイ（1986年1月）
39. 1/220 MSN-00100 百式（1986年1月）
40. 1/144 MSK-008 ディジェ（1986年2月）
41. 1/220 AMX-004 キュベレイ（1986年3月）
42. 1/220 RX-160 バイアラン（1986年4月）
43. 1/300 MRX-010 サイコガンダムMk-II（1986年4月）

限定モデル
- 1/144 ゼータガンダム LIMITED for Best Modeler <GOLD Ζ GUNDAM>（1986年）
金メッキ。'86お年玉プレゼント特賞。
- 1/144 MSN-00100 ゴールドバージョン 100式（1988年11月）
金メッキ。
- 1/100 MSN-00100 ゴールドバージョン 100式（1988年11月）
金メッキ。
- 機動戦士ガンダム30th ガンプラプレミアムBOX[1]（2010年1月）
プレミアムバンダイ限定販売。ラメ入りクリア1/144ゼータガンダム他、計12機セット。

ロボチェンマン
カワルドスーツ
アーマードレディー
グレード別、その他
- HGは、#ハイグレード (HG)を参照
- HG UNIVERSAL CENTURYは、ハイグレード・ユニバーサルセンチュリーを参照
- MGは、マスターグレードを参照
- PERFECT GRADEは、パーフェクトグレードを参照
- EXモデルは、#EXモデルを参照
- ガンダムコレクションは、#ガンダムコレクションを参照
- スピードグレードコレクションは、#スピードグレードコレクションを参照
- RGは、#リアルグレード (RG)を参照
- RE/100は、#リボーンワンハンドレッド(RE/100)を参照
- Realistic Model Seriesは、#Realistic Model Series (RM)を参照
- SDガンダムシリーズ等は、SDガンダム BB戦士、#ゲキタマンを参照

### 機動戦士ガンダムΖΖ
1. 1/144 AMX-006 ガザD（1986年5月）
2. 1/144 AMX-101 ガルスJ（1986年5月）
3. 1/144 AMX-102 ズサ（1986年6月）
4. 1/144 MSZ-010 ΖΖガンダム（1986年6月）
5. 1/144 AMX-104 R・ジャジャ（1986年7月）
6. 1/144 AMX-103 ハンマ・ハンマ（1986年8月）
7. 1/100 MSZ-010 フルアクション ダブルゼータガンダム（1986年7月）
8. 1/144 AMX-008 ガ・ゾウム（1986年8月）
9. 1/144 MS-09G ドワッジ（1986年8月）
10. 1/144 MS-06D ディザート・ザク（1986年8月）
11. 1/144 AMX-107 バウ（1986年8月）
12. 1/144 RMS-192M ザク・マリナー（1986年8月）
13. 1/144 AMX-117R/L ガズR/L（1986年9月）
14. 1/144 MS-14J リゲルグ（1986年9月）
15. 1/144 RMS-119 アイザック（1986年9月）
16. 1/144 AMX-009 ドライセン（1986年10月）
17. 1/144 AMX-014 ドーベンウルフ（1986年11月）
18. 1/144 AMA-01X ジャムル・フィン（1986年11月）
19. 1/144 AMX-011 ザクIII（1986年11月）

限定モデル
- 機動戦士ガンダム30th ガンプラプレミアムBOX[1]（2010年1月）
プレミアムバンダイ限定販売。ラメ入りクリア1/144ダブルゼータガンダム他、計12機セット。

グレード別、その他
- HGは、#ハイグレード (HG)を参照
- HG UNIVERSAL CENTURYは、ハイグレード・ユニバーサルセンチュリーを参照
- MGは、マスターグレードを参照
- ガンダムコレクションは、#ガンダムコレクションを参照
- RE/100は、#リボーンワンハンドレッド(RE/100)を参照
- SDガンダムシリーズは、SDガンダム BB戦士を参照

### ガンダムセンチネル
GUNDAM SENTINEL
1/144
1. FA-010-B フルアーマーダブルゼータガンダム（1987年7月）
2. MSZ-006C1 ゼータプラスC1（1988年9月）
3. MSA-0011 Sガンダム（1988年9月）
4. MSA-0011[Bst] Sガンダム/ブースター・ユニット装着型（1988年11月）
5. MSA-0011[Ext] Ex-Sガンダム（1988年11月）

グレード別、その他
- HG UNIVERSAL CENTURYは、ハイグレード・ユニバーサルセンチュリーを参照
- MGは、マスターグレードを参照
- EXモデルは、#EXモデルを参照
- SDガンダムシリーズは、SDガンダム BB戦士を参照

### 機動戦士ガンダム 逆襲のシャア
1. 1/144 RX-93 ν（ニュー）ガンダム（1987年12月）
2. 1/144 RGZ-91 リ・ガズィ（1987年12月）
3. 1/144 MSN-03 ヤクト・ドーガ（ギュネイ・ガス専用機）（1988年1月）
4. 1/144 MSN-04 サザビー（1988年2月）
5. 1/144 RGM-89 ジェガン（1988年3月）
6. 1/144 AMS-119 ギラ・ドーガ（1988年3月）
7. 1/144 MSN-03 ヤクト・ドーガ（クエス・パラヤ専用機）（1988年4月）
8. 1/144 RX-93 ν（ニュー）ガンダム（フィン・ファンネル装備型）（1988年7月）
9. 1/550 NZ-333 α（アルパ）-アジール（1988年8月）
10. 1/100 RX-93 FULL-ACTION ν（ニュー）ガンダム/フィン・ファンネル装備型（1988年10月）

グレード別、その他
- HG UNIVERSAL CENTURYは、ハイグレード・ユニバーサルセンチュリーを参照
- MGは、マスターグレードを参照
- ガンダムコレクションは、#ガンダムコレクションを参照
- RGは、#リアルグレード (RG)を参照
- RE/100は、#リボーンワンハンドレッド(RE/100)を参照
- SDガンダムシリーズ等は、SDガンダム BB戦士、#ゲキタマンを参照
- EGは、ENTRY GRADEを参照

### 機動戦士ガンダム0080 ポケットの中の戦争
1/144
1. MSM-07/E ズゴックE（1989年3月）
2. RGM-79G ジム・コマンド（1989年4月）
3. MS-06FZ ザク改（1989年4月）
4. MSM-03/C ハイゴッグ（1989年5月）
5. MS-09RII リックドムII（1989年5月）
6. MS-14JG ゲルググJ（1989年6月）
7. RGM-79GS ジム・コマンド宇宙用（1989年7月）
8. MS-18E ケンプファー（1989年7月）
9. RX-78NT1 ガンダムNT-1（1989年8月）

限定モデル
- 1/144 RX-78NT1 ガンダムNT-1 ゴールドver.（2000年）
キャラクタープラモデルコンテスト賞品。

グレード別、その他
- HG UNIVERSAL CENTURYは、ハイグレード・ユニバーサルセンチュリーを参照
- MGは、マスターグレードを参照
- U.C.ハードグラフは、#U.C.ハードグラフを参照
- SDガンダムシリーズは、SDガンダム BB戦士を参照

### 機動戦士ガンダムF90
1/100
1. ガンダムF-90 増装ウェポン・バリエーション タイプA.D.S.3点セット（1990年10月）
2. ガンダムF90-Pタイプ（大気圏突入仕様）（1991年10月）
3. ガンダムF90-Vタイプ（新型火器試験仕様）（1991年10月）
4. ガンダムF90II-Lタイプ（長射程仕様）（1991年11月）

グレード別、その他
- MGは、マスターグレードを参照
- SDガンダムシリーズは、SDガンダム BB戦士を参照

### 機動戦士ガンダムF91
1/100
1. F71 ジーキャノン（1990年12月）
2. XM-07 ビギナギナ（1990年12月）
3. XM-01 デナンゾン（1991年1月）
4. RXR-44 ガンタンクR-44（1991年2月）
5. ガンダムF91（1991年3月）
6. XM-05 ベルガギロス（1991年3月）
7. XM-06 ダギイルス（1991年3月）
8. RGM-109 ヘビーガン（1991年4月）

1/60
- ガンダムF91（1991年8月）

限定モデル
- 1/100 ガンダムF91（時期不明）
蛍光モデル。
- 1/60 ガンダムF91 ゴールドバージョン（1991年）
オールガンダム3DコンテストII賞品。
- 1/60 ガンダムF91 テスト機仕様（1992年）
キャンペーン景品、及びホビージャパン1992年5月号プレゼント当選品。

グレード別、その他
- HG UNIVERSAL CENTURYは、ハイグレード・ユニバーサルセンチュリーを参照
- MGは、マスターグレードを参照
- RE/100は、#リボーンワンハンドレッド(RE/100)を参照
- SDガンダムシリーズは、SDガンダム BB戦士を参照

### 機動戦士ガンダム0083 STARDUST MEMORY
1/144
1. ガンダムRX-78 GP01（1991年6月）
2. ガンダムRX-78 GP02A（1991年7月）
3. ガンダムRX-78 GP01-Fb（1991年12月）
4. ガンダムRX-78 GP03S（1992年5月）
5. AGX-04 ガーベラテトラ（1992年6月）

限定モデル
- 1/144 ガンダムRX-78 GP01 ゴールドバージョン（1991年）
オールガンダム3DコンテストII賞品。

グレード別、その他
- HG MECHANICSは、#HGメカニクスを参照
- HG UNIVERSAL CENTURYは、ハイグレード・ユニバーサルセンチュリーを参照
- MGは、マスターグレードを参照
- PERFECT GRADEは、パーフェクトグレードを参照
- EXモデルは、#EXモデルを参照
- ガンダムコレクションは、#ガンダムコレクションを参照
- RGは、#リアルグレード (RG)を参照
- RE/100は、#リボーンワンハンドレッド(RE/100)を参照
- SDガンダムシリーズは、SDガンダム BB戦士を参照

### 機動戦士ガンダム シルエットフォーミュラ91 IN U.C.0123
1/100
1. RGM-111 ハーディガン（1992年4月）
2. ガンダムRXF91（1992年5月）
3. XM-07G ビギナゼラ（1992年7月）
4. F71B Gキャノンマグナ（1992年7月）
5. RX-99 ネオガンダム（1992年9月）
6. ガンダムRXF91改（1992年12月）
7. F90Y クラスターガンダム（1993年3月）

グレード別
- RE/100は、#リボーンワンハンドレッド(RE/100)を参照

### 機動戦士Vガンダム
1/144
1-14 : バトルモビルスーツコレクション
15,16 : ハイクォリティモビルスーツバリエーション
1. LM312V04 ヴィクトリーガンダム（1993年5月）
2. LM111E02 ガンイージ（1993年5月）
3. RGM-119 ジェムズガン（1993年6月）
4. ZM-S09G トムリアット（1993年6月）
5. ZM-S06S ゾロアット（1993年7月）
6. RGM-122 ジャベリン（1993年7月）
7. LM312V04+SD-VB03A V-ダッシュガンダム（1993年8月）
8. ZM-S14S コンティオ（1993年8月）
9. LM314V21 V2ガンダム（1993年9月）
10. ZM-S19S シャイターン（1993年9月）
11. LM111E03 ガンブラスター（1993年10月）
12. ZM-D11S アビゴル（1993年10月）
13. ZM-S22S リグシャッコー（1993年11月）
14. 武器セット（1993年11月）
15. 【HQ】ZM-S06G ゾリディア（1993年11月）
16. 【HQ】LM314V23 V2バスターガンダム（1994年2月）

1/100
1,2,4,6,7 : HG
1. 【HG】LM312V04 ヴィクトリーガンダム（1993年4月）
2. 【HG】LM312V04+SD-VB03A Vダッシュガンダム（1993年7月）
3. LM111E03 ガンブラスター（1993年8月）
4. 【HG】LM314V21 V2ガンダム（1993年9月）
5. ZM-S06G ゾリディア（1993年11月）
6. 【HG】LM314V24 V2アサルトガンダム（1994年1月）
7. 【HG】LM314V23 V2バスターガンダム（1994年3月）

HG-Ex 1/60
- LM314V21 V2ガンダム（1993年10月）

限定モデル
- 1/144 ヴィクトリーガンダム（時期不明）
金メッキ。
- 1/144 武器セット（クロムメッキ<黒>仕様）（1994年）
ガンダム新MSVハンドブックプレゼントキャンペーン景品。
- HG 1/100 V2アサルトガンダム シルバーメタルバージョン（1994年）
オールガンダムスプリングキャンペーンA賞。
- 機動戦士ガンダム30th ガンプラプレミアムBOX[1]（2010年1月）
プレミアムバンダイ限定販売。ラメ入りクリア1/144ヴィクトリーガンダム他、計12機セット。

グレード別、その他
- HG UNIVERSAL CENTURYは、ハイグレード・ユニバーサルセンチュリーを参照
- MGは、マスターグレードを参照
- RE/100は、#リボーンワンハンドレッド(RE/100)を参照
- SDガンダムシリーズは、SDガンダム BB戦士を参照

### 機動武闘伝Gガンダム
1/144
1. GF13-017NJ シャイニングガンダム（1994年4月）
2. GF13-011NC ドラゴンガンダム（1994年5月）
3. GF13-006NA ガンダムマックスター（1994年5月）
4. GF13-009NF ガンダムローズ（1994年5月）
5. GF13-013NR ボルトガンダム（1994年7月）
6. GF13-021NG ガンダムシュピーゲル（1994年8月）
7. GF13-001NHII マスターガンダム（1994年8月）
8. GF13-017NJII Gガンダム（1994年9月）
9. JMF1336R ライジングガンダム（1994年12月）
10. JDG00X デビルガンダム（1995年1月）
11. GF13-017NJ シャイニングガンダム ハイパーモードバージョン（1995年3月）
12. GF13-011NC ドラゴンガンダム ハイパーモードバージョン（1995年3月）
13. GF13-006NA ガンダムマックスター ハイパーモードバージョン（1995年3月）
14. GF13-009NF ガンダムローズ ハイパーモードバージョン（1995年3月）
15. GF13-013NR ボルトガンダム ハイパーモードバージョン（1995年3月）
16. GF13-017NJII Gガンダム ハイパーモードバージョン（1995年5月）

- グレードアップセット 5体ガンダム強化パーツ（1994年8月）

HG 1/100
1. GF13-017NJ シャイニングガンダム（1994年4月）
2. GF13-011NC ドラゴンガンダム（1994年7月）
3. GF13-001NHII マスターガンダム（1994年8月）
4. GF13-006NA ガンダムマックスター（1994年8月）
5. GF13-017NJII Gガンダム（1994年10月）
6. JMF1336R ライジングガンダム（1994年12月）
7. GF13-017NJII Gガンダム ハイパーモードバージョン（1995年5月）

HG-Ex 1/60
- GF13-017NJ シャイニングガンダム（1994年6月）
- GF13-017NJII Gガンダム（1994年10月）

限定モデル
- HG 1/100 GF13-017NJ シャイニングガンダム メッキVer.（時期不明）
白基調パッケージ。
- HG 1/100 GF13-017NJII Gガンダム ハイパーモード（時期不明）
金メッキ。白基調パッケージ。
- HG 1/100 GF13-017NJII Gガンダム LIMITED HONG KONG EDITION（時期不明）
非売品。クリア&カラーメッキ。
- 機動戦士ガンダム30th ガンプラプレミアムBOX[1]（2010年1月）
プレミアムバンダイ限定販売。ラメ入りクリア1/144Gガンダム他、計12機セット。

グレード別、その他
- HG FUTURE CENTURYは、ハイグレード・ユニバーサルセンチュリーを参照
- MGは、マスターグレードを参照
- スピードグレードコレクションは、#スピードグレードコレクションを参照
- ハイレゾリューションモデルは、#ハイレゾリューションモデル (HiRM)を参照
- SDガンダムシリーズ等は、SDガンダム BB戦士、#ゲキタマンを参照

### 新機動戦記ガンダムW
1/144
1. XXXG-01W ウイングガンダム（1995年3月）
2. XXXG-01S シェンロンガンダム（1995年5月）
3. XXXG-01D ガンダムデスサイズ（1995年5月）
4. XXXG-01H ガンダムヘビーアームズ（1995年6月）
5. XXXG-01SR ガンダムサンドロック（1995年7月）
6. OZ-00MS トールギス（1995年7月）
7. OZ-13MSX1 ヴァイエイト（1995年7月）
8. OZ-13MSX2 メリクリウス（1995年7月）
9. XXXG-00W0 ウイングガンダム0（1995年9月）
10. OZ-13MS ガンダムエピオン（1995年10月）
11. XXXG-01S2 アルトロンガンダム（1995年12月）
12. XXXG-01D2 ガンダムデスサイズH（1996年1月）
13. OZ-00MS2 トールギスII（1996年4月）

1/144 - WF
1/35フィギュア付き。
- WF-01 XXXG-01W ウイングガンダム（2000年7月）
- WF-02 XXXG-01S シェンロンガンダム（2000年7月）
- WF-03 XXXG-01D ガンダムデスサイズ（2000年7月）
- WF-04 XXXG-01H ガンダムヘビーアームズ（2000年7月）
- WF-05 XXXG-01SR ガンダムサンドロック（2000年7月）
- WF-06 OZ-00MS トールギス（2000年7月）
- WF-07 OZ-13MSX1 ヴァイエイト（2000年7月）
- WF-08 OZ-13MSX2 メリクリウス（2000年7月）
- WF-09 XXXG-00W0 ウイングガンダムゼロ（2000年7月）
- WF-10 OZ-13MS ガンダムエピオン（2000年7月）
- WF-11 XXXG-01S2 アルトロンガンダム（2000年7月）
- WF-12 XXXG-01D2 ガンダムデスサイズヘル（2000年7月）
- WF-13 OZ-00MS2 トールギスII（2000年7月）

LM 1/144
HG 1/100
1. XXXG-01W ウイングガンダム（1995年4月）
2. XXXG-01S シェンロンガンダム（1995年6月）
3. XXXG-01D ガンダムデスサイズ（1995年7月）
4. XXXG-00W0 ウイングガンダム0（1995年10月）
5. OZ-13MS ガンダムエピオン（1995年11月）
6. XXXG-01S2 アルトロンガンダム（1996年2月）
7. XXXG-01D2 ガンダムデスサイズH（1996年2月）

1/60
- XXXG-00W0 ウイングガンダム0（1995年10月）

限定モデル
- 1/144 XXXG-01W ウイングガンダム 限定版（時期不明）
成形色が黒色。
- HG 1/100 XXXG-01W ウイングガンダム（時期不明）
クリア。
- HG 1/100 XXXG-01W ウイングガンダム（時期不明）
メッキ。青の単色印刷箱。
- HG 1/100 XXXG-01S シェンロンガンダム（時期不明）
メッキ。青の単色印刷箱。
- HG 1/100 XXXG-01D ガンダムデスサイズ（時期不明）
メッキ。青の単色印刷箱。
- 1/144 ウイングガンダム VS トールギス（1995年）
メッキ。オールガンダムウイニングキャンペーンA賞。
- 機動戦士ガンダム30th ガンプラプレミアムBOX[1]（2010年1月）
プレミアムバンダイ限定販売。ラメ入りクリア1/144ウイングガンダム他、計12機セット。

グレード別、その他
- HG AFTER COLONYは、ハイグレード・ユニバーサルセンチュリーを参照
- MGは、マスターグレードを参照
- スピードグレードコレクションは、#スピードグレードコレクションを参照
- SDガンダムシリーズは、SDガンダム BB戦士を参照

### 機動新世紀ガンダムX
1/144
1. GX-9900 ガンダムエックス（1996年3月）
2. GW-9800 ガンダムエアマスター（1996年4月）
3. GT-9600 ガンダムレオパルド（1996年4月）
4. NRX-0013 ガンダムヴァサーゴ（1996年5月）
5. NRX-0015 ガンダムアシュタロン（1996年6月）
6. GX-9900-DV ガンダムエックスD.V.（1996年6月）
7. GX-9901-DX ガンダムダブルエックス（1996年8月）
8. GW-9800-B ガンダムエアマスターバースト（1996年10月）
9. GT-9600-D ガンダムレオパルドD（1996年11月）
10. NRX-0013-CB ガンダムヴァサーゴチェストブレイク（1996年12月）

LM 1/144
HG 1/100
1. GX-9900 ガンダムエックス（1996年4月）
2. GW-9800 ガンダムエアマスター（1996年5月）
3. GT-9600 ガンダムレオパルド（1996年6月）
4. NRX-0013 ガンダムヴァサーゴ（1996年8月）
5. GX-9900-DV ガンダムエックスD.V.（1996年8月）
6. GX-9901-DX ガンダムダブルエックス（1996年10月）
7. ジーファルコンユニットガンダムダブルエックス（1996年11月）
8. GW-9800-B ガンダムエアマスターバースト（1996年12月）
9. GT-9600-D ガンダムレオパルドD（1996年12月）

限定モデル
- HG 1/100 GX-9900 ガンダムエックス SPACE WORLDスペシャルバージョン（時期不明）
「スペースワールド」にて販売。
- HG 1/100 GX-9900 ガンダムエックス（時期不明）
青の単色印刷箱。
- HG 1/100 GX-9900 ガンダムエックス クリア（時期不明）
JAF-CON限定品。
- HG 1/100 GW-9800 ガンダムエアマスター クリア（時期不明）
JAF-CON限定品。
- HG 1/100 GT-9600 ガンダムレオパルド クリア（時期不明）
JAF-CON限定品。
- 機動戦士ガンダム30th ガンプラプレミアムBOX[1]（2010年1月）
プレミアムバンダイ限定販売。ラメ入りクリア1/144ガンダムエックス他、計12機セット。

SDガンダム ガンダムXコレクション
グレード別、その他
- HG AFTER WARは、ハイグレード・ユニバーサルセンチュリーを参照
- MGは、マスターグレードを参照
- SDガンダムシリーズは、SDガンダム BB戦士を参照

### 機動戦士ガンダム 第08MS小隊
HG 1/144
- RX-79 ガンダム VS MS-06J ザクII（1996年4月）
- RGM-79[G] ジム（1996年7月）
- RX-79[G] ガンダムイージーエイト（1998年2月）
- MS-06J ザクII（1998年4月）
- MS-07B3 グフカスタム（1998年6月）
- MS-07H8 グフフライトタイプ（1998年7月）
- RGM-79[G] ジムスナイパー（1999年10月）

LM 1/144
限定モデル
- HG 1/144 RX-79 ガンダム VS MS-06J ザクII（時期不明）
JAF-CON限定品。ガンダムはクリア、ザクはシャアカラー。
- HG 1/144 MS-06J ザクII 迷彩Ver.（時期不明）
B-CLUBガレージキットサマーキャンペーン非売品。
- HG 1/144 20th BIRTHDAY LIMITED GUNDAM RX-79（1999年4月）
シボメッキ。GUNDAM CONVENTION会場限定。

グレード別、その他
- HG UNIVERSAL CENTURYは、ハイグレード・ユニバーサルセンチュリーを参照
- MGは、マスターグレードを参照
- EXモデルは、#EXモデルを参照
- U.C.ハードグラフは、#U.C.ハードグラフを参照
- SDガンダムシリーズは、SDガンダム BB戦士を参照

### 新機動戦記ガンダムW Endless Waltz
HG FIGHTING ACTION 1/144
- EW-01 XXXG-00W0 ウイングガンダム ゼロカスタム（1998年4月）
- EW-02 OZ-00MS2B トールギスIII（1998年4月）
- EW-03 XXXG-01H2 ガンダムヘビーアームズカスタム（1998年4月）
- EW-04 MMS-01 サーペントカスタム（1998年4月）
- EW-05 XXXG-01D2 ガンダムデスサイズヘルカスタム（1998年5月）
- EW-06 XXXG-01S2 ガンダムナタク（1998年5月）
- EW-07 XXXG-01SR2 ガンダムサンドロックカスタム（1998年5月）

HG FIGHTING ACTION 1/144 メタルクリヤー特別版
- EW-01 XXXG-00W0 ウイングガンダム ゼロカスタム メタルクリヤー特別版（1998年11月）
- EW-02 OZ-00MS2B トールギスIII メタルクリヤー特別版（1998年11月）
- EW-03 XXXG-01H2 ガンダムヘビーアームズカスタム メタルクリヤー特別版（1998年11月）
- EW-04 MMS-01 サーペントカスタム メタルクリヤー特別版（1998年11月）
- EW-05 XXXG-01D2 ガンダムデスサイズヘルカスタム メタルクリヤー特別版（1998年11月）
- EW-06 XXXG-01S2 ガンダムナタク メタルクリヤー特別版（1998年11月）
- EW-07 XXXG-01SR2 ガンダムサンドロックカスタム メタルクリヤー特別版（1998年11月）

HG 1/100
- EW-1 XXXG-01S2 ガンダムナタク（1997年2月）
- EW-2 XXXG-00W0 ウイングガンダム ゼロカスタム（1997年4月）
- EW-3 OZ-00MS2B トールギスIII（1997年6月）
- EW-4 XXXG-01H2 ガンダムヘビーアームズカスタム（1997年11月）
- EW-5 XXXG-01D2 ガンダムデスサイズヘルカスタム（1998年2月）
- EW-6 XXXG-01SR2 ガンダムサンドロックカスタム（1998年3月）
- EW-7 MMS-01 サーペントカスタム（1998年7月）
- EW-"S" XXXG-00W0 ウイングガンダム ゼロカスタム スペシャル オペレーションタイプ（1997年11月）

限定モデル
- HG 1/100 XXXG-00W0 ウイングガンダム ゼロカスタム（1997年7月）
特製メッキ&クリア仕様。バンダイプラモデルパワフルキャンペーン当選品。
- HG 1/144 XXXG-00W0 ウイングガンダム ゼロカスタム MOVIE CLEAR SPECIAL（1998年8月）
『新機動戦記ガンダムW Endless Waltz 特別篇』劇場公開記念。公開劇場限定販売。
- HG 1/100 XXXG-01D2 ガンダムデスサイズヘルカスタム LIMITED HONG KONG EDITION（時期不明）
非売品。青の単色印刷箱。

グレード別、その他
- MGは、マスターグレードを参照
- PERFECT GRADEは、パーフェクトグレードを参照
- RGは、#リアルグレード (RG)を参照
- ハイレゾリューションモデルは、#ハイレゾリューションモデル (HiRM)を参照
- SDガンダムシリーズ等は、SDガンダム BB戦士、#ゲキタマンを参照

### 新機動戦記ガンダムW デュアルストーリー ジーユニット
新機動戦記ガンダムW デュアルストーリー"G-UNIT"
HG 1/144
1. OZX-GU01A ガンダムジェミナス01（1997年5月）
2. OZ-10VMSX ガンダムアスクレプオス（1997年7月）
3. OZX-GU01LOB ガンダムエルオーブースター（1997年7月）
4. OZ-15AGX ハイドラガンダム（1997年10月）
5. OZ-19MASX ガンダムグリープ（1997年11月）

限定モデル
- ゴールドメッキガンダムグリープ（時期不明）
- ブラックメッキハイドラガンダム（時期不明）
- シルバーメッキエルオーブースター（時期不明）
- カッパーメッキジェミナス01（時期不明）
以上、オリジナルGユニットコンテスト賞品。

その他
- HG AFTER COLONYは、ハイグレード・ユニバーサルセンチュリーを参照
- SDガンダムシリーズは、SDガンダム BB戦士を参照

### ∀ガンダム
1/144
1. WD-M01 ターンエーガンダム（1999年4月）
2. FLAT-L06D モビルフラット（1999年5月）
3. AMX-109 モビルカプル（1999年6月）
4. MRC-F20 モビルスモー/ゴールドタイプ（1999年8月）
5. MRC-F20 モビルスモー/シルバータイプ（1999年10月）
6. CONCEPT-X 6-1-2 モビルターンエックス（1999年12月）

1/100
1. WD-M01 ターンエーガンダム（1999年7月）
2. MRC-F20 モビルスモー/ゴールドタイプ（1999年9月）

限定モデル
- 1/100 ターンエーガンダム クリヤーバージョン（2002年2月）
『劇場版∀ガンダムI 地球光 / II 月光蝶』劇場公開記念。公開劇場限定販売。
- 機動戦士ガンダム30th ガンプラプレミアムBOX[1]（2010年1月）
プレミアムバンダイ限定販売。ラメ入りクリア1/144ターンエーガンダム他、計12機セット。
- 1/144 モビルスモー ゴールドメッキタイプ&シルバーメッキタイプ（2014年4月）
プレミアムバンダイ限定販売。

グレード別、その他
- HG CORRECT CENTURYは、ハイグレード・ユニバーサルセンチュリーを参照
- MGは、マスターグレードを参照
- SDガンダムシリーズは、SDガンダム BB戦士を参照

### SDガンダム GGENERATION
1-38 : SDガンダム GGENERATION-0（G ZERO、ジーゼロ）
39- : SDガンダム GGENERATION-F（GF）
その他
- 「SDガンダム BB戦士」の「SDガンダム GGENERATION」シリーズは、SDガンダム BB戦士を参照

### G-SAVIOUR
HG G-SAVIOUR 1/144
- GS-01 ジーセイバー（無重力仕様）（2000年12月）

### 機動戦士ガンダムSEED
対象作品は以下のとおり
- 機動戦士ガンダムSEED ASTRAY
- 機動戦士ガンダムSEED
- 機動戦士ガンダムSEED MSV
- 機動戦士ガンダムSEED DESTINY
- 機動戦士ガンダムSEED C.E.73 STARGAZER
- 機動戦士ガンダムSEED DESTINY ASTRAY
- 機動戦士ガンダムSEED FRAME ASTRAYS
- 機動戦士ガンダムSEED VS ASTRAY
- 機動戦士ガンダムSEED DESTINY ASTRAY B
- 機動戦士ガンダムSEED DESTINY ASTRAY R
- 機動戦士ガンダムSEED FREEDOM

1/144 機動戦士ガンダムSEED
1/144 機動戦士ガンダムSEED DESTINY
HG GUNDAM SEED 1/144
HG GUNDAM SEED 1/144 - 機動戦士ガンダムSEED MSV
HG GUNDAM SEED 1/144 - リマスター
1/100 機動戦士ガンダムSEED
1/100 機動戦士ガンダムSEED DESTINY
1/60 機動戦士ガンダムSEED
1/60 機動戦士ガンダムSEED DESTINY
グレード別、その他
- HG COSMIC ERAは、ハイグレード・ユニバーサルセンチュリーを参照
- MGは、マスターグレードを参照
- PERFECT GRADEは、パーフェクトグレードを参照
- EXモデルは、#EXモデルを参照
- ガンダムコレクションは、#ガンダムコレクションを参照
- RGは、#リアルグレード (RG)を参照
- フィギュアライズバストは、#フィギュアライズバストを参照
- ハイレゾリューションモデルは、#ハイレゾリューションモデル (HiRM)を参照
- フィギュアライズメカニクスは、#フィギュアライズメカニクスを参照
- SDガンダムシリーズは、SDガンダム BB戦士を参照
- EGは、ENTRY GRADEを参照

### SDガンダムフォース
その他
- 「SDガンダム BB戦士」の「SDガンダムフォース」シリーズは、SDガンダム BB戦士を参照

### 機動戦士ガンダム00
「機動戦士ガンダム00P」、「機動戦士ガンダム00F」、「機動戦士ガンダム00V」、「機動戦士ガンダム00V戦記」、「機動戦士ガンダム00I」、「劇場版 機動戦士ガンダム00 -A wakening of the Trailblazer-」を含む。
FG 1/144
- GN-001 ガンダムエクシア（2007年9月） - イベント先行販売あり。
- GN-002 ガンダムデュナメス（2007年9月）
- GN-003 ガンダムキュリオス（2007年9月）
- GN-005 ガンダムヴァーチェ（2007年10月）

HG GUNDAM 00 1/144
1. GN-001 ガンダムエクシア（2007年10月）
2. SVMS-01 ユニオンフラッグ（2007年10月）
3. GN-002 ガンダムデュナメス（2007年11月）
4. GN-003 ガンダムキュリオス（2007年11月）
5. MSJ-06II-A ティエレン地上型（2007年11月）
6. GN-005 ガンダムヴァーチェ（2007年12月）
7. SVMS-01E グラハム専用ユニオンフラッグカスタム（2007年12月）
8. MSJ-06II-SP ティエレンタオツー（2008年1月）
9. GNW-001 ガンダムスローネアイン（2008年2月）
10. MSJ-06II-E ティエレン宇宙型（2008年2月）
11. SVMS-01O オーバーフラッグ（2008年3月）
12. GNW-002 ガンダムスローネツヴァイ（2008年3月）
13. GNアームズTYPE-E+ガンダムエクシア（トランザムモード）（2008年3月）
14. GNW-003 ガンダムスローネドライ（2008年4月）
15. GN-004 ガンダムナドレ（2008年4月）
16. MSJ-06II-ET ティエレン宇宙指揮官型（2008年5月）
17. AEU-09Y812/A サーシェス専用AEUイナクトカスタム（アグリッサ型）（2008年6月）
18. GNX-603T ジンクス（2008年7月）
19. AEU-09 AEUイナクト（デモカラー）（2008年8月）
20. AEU-09Y812 サーシェス専用AEUイナクトカスタム（モラリア開発実験型）（2008年9月）
21. GNアームズTYPE-D+ガンダムデュナメス（2008年9月）
22. GN-0000 ダブルオーガンダム（2008年9月）
23. GNX-609T ジンクスIII（アロウズ型）（2008年10月）
24. GN-006 ケルディムガンダム（2008年10月）
25. GNX-704T アヘッド（2008年11月）
26. GN-008 セラヴィーガンダム（2008年11月）
27. GNX-704T/AC ミスター・ブシドー専用アヘッド（2008年12月）
28. GN-007 アリオスガンダム（2008年12月）
29. GNR-101A GNアーチャー（2009年1月）
30. GNZ-003 ガデッサ（2009年1月）
31. GN-001 ガンダムエクシア（トランザムモード）グロスインジェクションバージョン（2009年1月）
32. GN-002 ガンダムデュナメス（トランザムモード）グロスインジェクションバージョン（2009年1月）
33. GN-003 ガンダムキュリオス（トランザムモード）グロスインジェクションバージョン（2009年1月）
34. GN-005 ガンダムヴァーチェ（トランザムモード）グロスインジェクションバージョン（2009年1月）
35. GNR-010 オーライザー（2009年1月）
36. GNX-609T ジンクスIII（連邦軍型）（2009年1月）
37. GN-009 セラフィムガンダム（2009年2月）
38. GN-0000+GNR-010 ダブルオーライザー（ダブルオーガンダム+オーライザー）デザイナーズカラーVer.（2009年2月）
39. MSJ-06III-A セルゲイ専用ティエレンタオツー(2009年2月)
40. GNZ-005 ガラッゾ（2009年3月）
41. GNX-704T/SP アヘッド スマルトロン（2009年4月）
42. GN-0000+GNR-010 トランザムライザー グロスインジェクションバージョン（2009年4月）
43. GNW-20000 アルケーガンダム（2009年4月）
44. GN-001REII ガンダムエクシア リペアII（2009年6月）
45. GN-000 0ガンダム（実戦配備型）（2009年6月）
46. GNX-Y901TW スサノオ（2009年6月）
47. GNZ-005 ヒリング・ケア専用ガラッゾ（2009年6月）
48. GN-006GNHW/R ケルディムガンダムGNHW/R（2009年7月）
49. GNZ-007 ガッデス（2009年8月）
50. GN-007GNHW/M アリオスガンダムGNHW/M（2009年8月）
51. GN-008GNHW/B セラヴィーガンダムGNHW/B（2009年9月）
52. GN-000 0ガンダム（2009年9月）
53. CB-0000G/C リボーンズガンダム（2009年9月）
54. GN-0000+GNR-010 ダブルオーライザー+GNソードIII（2009年10月）
55. GNX-U02X マスラオ（2009年12月）
56. GN-006 ケルディムガンダム（トランザムモード）グロスインジェクションバージョン（2009年12月）
57. GN-007 アリオスガンダム（トランザムモード）グロスインジェクションバージョン（2009年12月）
58. GN-008&GN-009 セラヴィーガンダム&セラフィムガンダム（トランザムモード）グロスインジェクションバージョン（2009年12月）
59. GNX-Y901TW スサノオ（トランザムモード）グロスインジェクションバージョン（2010年1月）
60. CB-0000G/C リボーンズガンダム（トランザムモード）グロスインジェクションバージョン（2010年1月）
61. GN-0000GNHW/7SG ダブルオーガンダム セブンソード/G（2010年2月）
62. GNY-001F ガンダムアストレア タイプ-F（2010年4月）
63. CB-001.5 アイズガンダム（2010年5月）
64. GN-001/hs-A01D ガンダム アヴァランチエクシアダッシュ（2010年6月）
65. GNY-001 ガンダムアストレア（2010年7月）
66. GNT-0000 ダブルオークアンタ（2010年8月）
67. GN-010 ガンダムサバーニャ（2010年8月）
68. GN-011 ガンダムハルート（2010年9月）
69. CB-002 ラファエルガンダム（2010年9月）
70. GN-0000RE+GNR-010 ダブルオーライザー（粒子貯蔵タンク型）（2010年10月）
71. GNX-903VW ブレイヴ指揮官用試験機（2010年11月）
72. GNX-903VS ブレイヴ一般用試験機（2010年11月）

1/100
1. GN-001 ガンダムエクシア（2007年11月）
2. GN-002 ガンダムデュナメス（2007年12月）
3. GN-003 ガンダムキュリオス（2008年1月）
4. GN-005 ガンダムヴァーチェ（2008年2月）
5. GNY-001 ガンダムアストレア（2008年4月） - 初回生産分特典付き。
6. SVMS-01O オーバーフラッグ（2008年5月）
7. MSJ-06II-A ティエレン地上型（2008年6月）
8. GNY-001F ガンダムアストレアタイプ-F（2008年6月）
9. GN-001/hs-A01 ガンダムアヴァランチエクシア（2008年7月）
10. GN-001 ガンダムエクシア EXF（トランザムモード）（2008年8月）
11. GN-0000 ダブルオーガンダム（2008年11月）
12. GNR-010 オーライザー（2008年12月）
13. GN-0000+GNR-010 ダブルオーライザー（2008年12月）
14. GN-006 ケルディムガンダム（2009年1月）
15. GN-007 アリオスガンダム（2009年2月）
16. GN-008 セラヴィーガンダム（2009年3月）
17. GN-0000+GNR-010 ダブルオーライザー［デザイナーズカラーバージョン］（2009年5月）
18. GN-006 ケルディムガンダム［デザイナーズカラーバージョン］（2009年9月）
19. GN-007 アリオスガンダム［デザイナーズカラーバージョン］（2009年9月）
20. GN-008 セラヴィーガンダム［デザイナーズカラーバージョン］（2009年9月）

1/60
- GN-001 ガンダムエクシア（2007年12月）

その他
- アクションベース1 ソレスタルビーイングVer.（2008年12月）

限定モデル
- HG ガンダムエクシア用アストレア改造パーツ（2007年12月）
電撃ホビーマガジン2008年2月号付録。
- 1/144 GN-000 オーガンダム（2008年）
1/144オーガンダムゲットキャンペーン景品。
- FG GN-001 ガンダムエクシア（トランザムイメージカラー）（2008年）
1/144オーガンダムゲットキャンペーンダブルチャンス当選品。
- FG ガンダムエクシア ブリリアント・グリーンVer.（2008年）
クリアグリーン。the brilliant greenのシングル「Ash Like Snow」購入者プレゼント当選品。
- FG ガンダムエクシア ロールアウトカラー（2008年3月）
ニンテンドーDS専用ソフト「機動戦士ガンダム00」予約特典。
- Tシャツ+FGエクシアホワイトバージョンセット（2008年3月）
ユニクロ限定販売商品。
- 1/60 ガンダムエクシア クリアカラーVer.（2008年4月）
- HG ガンダムエクシア メタリックVer.（2008年4月）
以上2点、「ガンプラEXPOin名古屋」、他イベントにて販売。
- 一番くじ限定マイスターボックス（2008年）
FG4種のセット。一番くじ「機動戦士ガンダム00」ダブルチャンスキャンペーン当選品。
- HG ガンダムエクシア クリアカラーVer.（2008年8月）
「ガンダムEXPO東京2008」にて限定販売。
- HG ガンダムエクシア クリアカラー GO! GO! 5FES スペシャルパッケージVer.（2008年8月）
「GUNDAM00xCODE GEASS GO! GO! 5 FES'08 IN 武道館」にて限定販売。
- HG ガンダムエクシア用アストレアF改造パーツ（2008年）
電撃ガンプラ王決定戦2008参加賞。
- 1/60 GN-001 ガンダムエクシア クリアカラー（トランザムモード）（2008年8月）
「キャラホビ2008」にて限定販売。
- 1/100 ガンダムエクシア ロールアウトカラーバージョン（2008年10月）
「第48回全日本模型ホビーショー」にて限定販売。
- 1/100 ガンダムエクシア ロールアウトカラーバージョン（2008年）
青の単色印刷箱。
- HG ダブルオーガンダム スペシャルプラモデル（2008年）
ガンダムウォー ダブルオートリプルチャンスキャンペーン特賞。
- 1/144 ガンダムラジエル（2008年11月）
電撃ホビーマガジン2009年1月号付録。
- 1/144 GNセファー（2008年12月）
電撃ホビーマガジン2009年2月号付録。
- ダブルオーBOX（2009年）
プラモデル、HCM Pro、アクションベース入りBOX。ガンダム商品プレゼントキャンペーンダブルオー賞。
- HG ダブルオーライザー クリアカラーVer.（2009年3月）
「ガンプラEXPOin広島」、他イベントにて販売。
- 1/144 ガンダムラジエル&GNセファー Special Color Edition（2009年）
クリア仕様。電撃ホビーマガジン創刊10周年記念3号連続（2009年1月号～3月号）スペシャルキャンペーン!!A賞。
- HG ダブルオーライザー（ダブルオーガンダム+オーライザー）& ケルディムガンダム クリアカラーバージョン（2009年8月）
- HG アリオスガンダム & GNアーチャー クリアカラーバージョン（2009年8月）
- HG セラヴィーガンダム & セラフィムガンダム クリアカラーバージョン（2009年8月）
以上3点、「ガンダムビッグエキスポ」にて限定販売。
- 1/144 ザンライザー改造キット（2009年8月）
ホビージャパン2009年10月号付録。
- HG オーバーフラッグ & ミスター・ブシドー専用アヘッド（グロスインジェクションバージョン）（2009年8月）
「キャラホビ2009」にて限定販売。会場特典付き。
- 1/144 セファーラジエル（2009年8月）
「キャラホビ2009」にて限定販売。電撃ホビーマガジン10周年記念特別キット。
- 1/144 ガンダムラジエル クリアブルーVer.（2009年）
電撃ガンプラ王決定戦2009上位入賞者賞品。
- HG ガンダムエクシアリペアII & 0ガンダム（実戦配備型）クリアカラーバージョン（2009年12月）
海外限定販売。
- 機動戦士ガンダム30th ガンプラプレミアムBOX[1]（2010年1月）
プレミアムバンダイ限定販売。ラメ入りクリアHGダブルオーガンダム他、計12機セット。
- 1/100 ダブルオーライザー クリアカラーバージョン（2010年）
- HG ガンダムエクシア リペアII メタリックバージョン（2010年）
以上2点、海外限定。
- HG ダブルオーライザー+GNソードIII メタリックバージョン（2010年8月）
- HG ガンダムエクシアリペアII & 0ガンダム（実戦配備型）クリアカラーバージョン（2010年8月）
以上2点、「ガンダムスーパーエキスポ東京2010」、他イベントにて販売。
- HG ダブルオーガンダム セブンソード/G インスペクション+スペシャルアクションベース（2010年8月）
- HG アイズガンダム タイプ ダーク+スペシャルアクションベース（2010年8月）
以上2点、「キャラホビ2010」にて限定販売。
- HG ダブルオーライザー ANA オリジナルカラーVer.（2010年9月）
ANA限定販売。
- HG ダブルオークアンタ クリアカラーバージョン（2010年9月）
『劇場版 機動戦士ガンダム00 -A wakening of the Trailblazer-』公開劇場限定販売。
- 1/144 GNソードIVフルセイバー（2010年12月）
ホビージャパン2011年2月号付録。
- 1/144 GNソードIVフルセイバー クリアカラーバージョン（2010年12月）
ホビージャパン2011年2月号［特別版］付録及び、第13回全日本オラザク選手権1次審査通過者記念品。
- HG ダブルオークアンタ クリアカラーバージョン（2011年1月）
- HG ガンダムサバーニャ クリアカラーバージョン（2011年1月）
- HG ガンダムハルート クリアカラーバージョン（2011年1月）
- HG ラファエルガンダム クリアカラーバージョン（2011年1月）
以上4点、プレミアムバンダイ限定販売。
- 1/144 GNセファー クリアーブルーVer.（2011年）
電撃ガンプラ王決定戦2010特別賞。
- HG GNアームズ TYPE-E（リアルカラーVer.）（2014年5月）
プレミアムバンダイ限定販売。RG ガンダムエクシア連動商品。
- HG ダブルオーガンダム GUNPLA 00 10th ANNIVERSARY Ver.（2017年）
GUNPLA 00 10th ANNIVERSARY キャンペーン当選品。
- HG 機動戦士ガンダム00 1st Seazon MSセット [クリアカラー]（2018年4月）
「THE GUNDAM BASE TOKYO POP-UP EVENT in SHIZUOKA」、他イベントにて販売。
- HG アドヴァンスドジンクス（2018年4月）
プレミアムバンダイ限定販売。
- HG 機動戦士ガンダム00 2nd Seazon MSセット [クリアカラー]（2018年5月）
ガンダムベース東京、他イベントにて販売。
- HG ジンクスIV（指揮官機）（2018年12月）
プレミアムバンダイ限定販売。
- HG アドヴァンスドジンクス（デボラ機）（2019年4月）
プレミアムバンダイ限定販売。
- HG ジンクスIV（量産機）（2019年12月）
プレミアムバンダイ限定販売。
- ガンプラ40周年 Jリーグコラボレーション
各Ｊリーグクラブ、全国スポーツグッズショップ等で販売。
  - ダブルオーガンダム 北海道コンサドーレ札幌Ver.（2020年4月）
  - ガンダムエクシア 浦和レッズVer.（2020年4月）
  - ダブルオーガンダム 柏レイソルVer.（2020年4月）
  - ダブルオーガンダム 湘南ベルマーレVer.（2020年4月）
  - ダブルオーガンダム 松本山雅Ver.（2020年4月）
  - ガンダムエクシア 清水エスパルスVer.（2020年4月）
  - ガンダムエクシア 名古屋グランパスVer.（2020年4月）
  - ガンダムエクシア セレッソ大阪Ver.（2020年4月）
- HG ガンダムプルトーネ（2020年9月）
プレミアムバンダイ限定販売。
- HG ガンダムハルート(最終決戦仕様)（2021年12月）
プレミアムバンダイ限定販売。
- HG ガンダムサバーニャ(最終決戦仕様)（2021年12月）
プレミアムバンダイ限定販売。
- HG ガンダムプルトーネブラック（2025年6月）
プレミアムバンダイ限定販売。
- HG グラハム専用ユニオンフラッグカスタムII(GNフラッグ)（2025年9月予定）
プレミアムバンダイ限定販売。

グレード別、その他
- MGは、マスターグレードを参照
- PERFECT GRADEは、パーフェクトグレードを参照
- ガンダムコレクションは、#ガンダムコレクションを参照
- RGは、#リアルグレード (RG)を参照
- Realistic Model Seriesは、#Realistic Model Series (RM)を参照
- フィギュアライズバストは、#フィギュアライズバストを参照
- HG PETIT'GGUYは、#HG PETIT'GGUY 1/144 - ガンダムマイスターカラーを参照
- SDガンダムシリーズは、SDガンダム BB戦士を参照

### 機動戦士ガンダムUC
個別シリーズは未展開。
限定モデル
- RX-0 ユニコーンガンダム ヘッドディスプレイベース（2009年11月）
電撃ホビーマガジン2010年1月号付録。
- MSN-06S シナンジュ ヘッドディスプレイベース（2010年11月）
ガンダムエース2011年1月号付録。
- RX-0 ユニコーンガンダム2号機 バンシィ ヘッドディスプレイベース（2013年3月）
ホビージャパン2013年5月号付録。
- 1/48 RX-0 ユニコーンガンダム ヘッドディスプレイベース メタリックVer.（2017年8月）
月刊ガンダムエース2017年9月号増刊ガンプラエースSpecial付録。
- 1/144 ガンダムベース限定ユニコーンガンダム（デストロイモード）ヘッドパーツ（2017年）
ガンダムベース景品。
- 1/48 ユニコーンガンダム ヘッドディスプレイベース（サイコフレームカラーバリエーションVer.）&ユニコーンガンダム2号機 バンシィ ヘッドディスプレイベース セット（2021年7月）
ガンダムベース限定。
- REAL EXPERIENCE MODEL RX-0 ユニコーンガンダム (AUTO-TRANS edition)（2021年11月）
プレミアムバンダイ限定販売。

グレード別、その他
- HG UNIVERSAL CENTURYは、ハイグレード・ユニバーサルセンチュリーを参照
- MGは、マスターグレードを参照
- PERFECT GRADEは、パーフェクトグレードを参照
- メガサイズモデルは、#メガサイズモデルを参照
- RGは、#リアルグレード (RG)を参照
- RE/100は、#リボーンワンハンドレッド(RE/100)を参照
- SDガンダムシリーズは、SDガンダム BB戦士を参照

### SDガンダム三国伝 Brave Battle Warriors
その他
- 「SDガンダム BB戦士」の「BB戦士三国伝」シリーズなどは、SDガンダム BB戦士を参照

### 模型戦士ガンプラビルダーズ ビギニングG
「模型戦士ガンプラビルダーズJ」、「模型戦士ガンプラビルダーズD」、「模型戦士ガンプラビルダーズA」を含む。
HG GUNPLA BUILDERS 1/144
1. GPB-X80 ビギニングガンダム（2010年9月）
2. RX-93-ν2 Hi-νガンダム GPBカラー（2010年9月）
3. GPB-06F スーパーカスタムザクF2000（2010年11月）
4. GPB-04B ベアッガイ（2010年12月）
5. GPB-X78-30 フォーエバーガンダム（2011年1月）
6. GPB-X80-30F ビギニング30ガンダム（2011年1月）
7. GPB-X80J ビギニングJガンダム（2011年12月）
8. GPB-X80D ビギニングDガンダム（2011年12月）

限定モデル
- HG MSN-00100 百式 GPBカラー『白式』（2010年12月）
プレミアムバンダイ限定販売。
- HG MSN-04 サザビー GPBカラー（2011年1月）
プレミアムバンダイ限定販売。
- HG GPB-04B ピンク●ベアッガイ（2011年7月） - 「●」は花マーク
「ガンプラEXPO ワールドツアー 2011」限定販売。
- HG AMX-107 バウ GPBカラー & MS-05L ザクI・スナイパータイプ GPBカラー（2011年7月）
プレミアムバンダイ限定販売。
- HG GPB-X78-30 フォーエバーガンダム GPB-Dカラー ミシマ・サキVer.+アクションベース3 ブルー
- HG GPB-X80-30F ビギニング30ガンダム GPB-Jクリア IFSVer.+アクションベース3 レッド
以上2点、「キャラホビ2011」にて限定販売。
- HG GPB-04B ベアッガイ セブン-イレブン カラー（2011年9月）
セブン-イレブン限定販売。

### 機動戦士ガンダムAGE
「機動戦士ガンダムAGE ～追憶のシド～」、「機動戦士ガンダムAGE MEMORY OF EDEN」を含む。
AG 1/144
ADVANCED GRADE（アドバンスドグレード）
1. ガンダムAGE-1 ノーマル（2011年10月）
2. ガフラン（2011年10月）
3. ジェノアス（2011年10月）
4. ジェノアスカスタム（2011年10月）
5. ガンダムAGE-1 タイタス（2011年11月）
6. ゼダス（2011年11月）
7. ガンダムAGE-1 スパロー（2011年12月）
8. Gエグゼス（2011年12月）
9. AGE-2 ガンダムAGE-2 ノーマル（2012年1月）
10. RGE-G1100 アデル（2012年1月）
11. RGE-B890 ジェノアスII（2012年2月）
12. xvm-zgc ゼイドラ（2012年2月）
13. WMS-GB5 Gバウンサー（2012年3月）
14. xvm-dgc クロノス（2012年3月）
15. AGE-2DB ガンダムAGE-2 ダブルバレット（2012年3月）
16. ovm-e ドラド（2012年4月）
17. AGE-3 ガンダムAGE-3 ノーマル（2012年4月）
18. xvt-zgc ギラーガ（2012年5月）
19. AGE-3O ガンダムAGE-3 オービタル（2012年5月）
20. AGE-3F ガンダムAGE-3 フォートレス（2012年5月）
21. AGE-2DH ガンダムAGE-2 ダークハウンド（2012年6月）
22. BMS-004 Gエグゼス ジャックエッジ（2012年6月）
23. xvm-fzc ガンダムレギルス（2012年7月）
24. AGE-FX ガンダムAGE-FX（2012年7月）

HG GUNDAM AGE 1/144
1. ガンダムAGE-1 ノーマル（2011年9月）
2. ガフラン（2011年10月）
3. RGE-B790 ジェノアス（2011年10月）
4. RGE-B790CW ジェノアスカスタム（2011年11月）
5. ガンダムAGE-1 タイタス（2011年11月）
6. xvv-xc ゼダス（2011年11月）
7. AGE-1S ガンダムAGE-1 スパロー（2011年12月）
8. ovv-a バクト（2011年12月）
9. WMS-GEX1 Gエグゼス（2011年12月）
10. AGE-2 ガンダムAGE-2 ノーマル（2012年1月）
11. ovm-e ドラド（2012年1月）
12. xxv-xcr ゼダスR（2012年1月）
13. RGE-G1100 アデル（2012年2月）
14. WMS-GB5 Gバウンサー（2012年2月）
15. xvm-zgc ゼイドラ（2012年2月）
16. RGE-B890 ジェノアスII（2012年3月）
17. AGE-2DB ガンダムAGE-2 ダブルバレット（2012年3月）
18. RGE-C350 シャルドール改（2012年4月）
19. RGE-G1100 アデル（ディーヴァ所属部隊カラー）（2012年4月）
20. xvb-xd ファルシア（2012年4月）
21. AGE-3 ガンダムAGE-3 ノーマル（2012年5月）
22. ovv-af ダナジン（2012年5月）
23. xvt-zgc ギラーガ（2012年6月）
24. AGE-2DH ガンダムAGE-2 ダークハウンド（2012年7月）
25. BMS-004 Gエグゼス ジャックエッジ（2012年7月）
26. AGE-3O ガンダムAGE-3 オービタル（2012年8月）
27. AGE-FX ガンダムAGE-FX（2012年8月）
28. RGE-G2100 クランシェ（2012年9月）
29. xvm-fzc ガンダム レギルス（2012年10月）
30. AGE-3F ガンダムAGE-3 フォートレス（2012年11月）
31. RGE-G2100C クランシェカスタム（2012年12月）
32. AGE-FX ガンダムAGE-FX バースト（2013年1月）
33. BMS-003 シャルドール ローグ（2013年2月）
34. BMS-005 Gサイフォス（2013年3月） - 初回生産分特典付き。
35. AGE-1G ガンダムAGE-1 フルグランサ（2013年4月） - 初回生産分特典付き。

1/48 メガサイズモデル
限定モデル
- エイジデバイス（2011年7月）
「次世代ワールドホビーフェア 2011 summer」において配布。
- HG ガンダムAGE-1ノーマルフルカラーメッキVer.（2011年11月）
「ガンプラEXPOワールドツアージャパン2011」限定販売。
- エイジデバイス クリアVer.（2012年1月）
「次世代ワールドホビーフェア 2012 Winter」ガンダムAGEプラモ組み立て体験コーナー参加者プレゼント。
- AG ガンダムAGE-1 ノーマル スーパークリアVer.（2012年1月）
「次世代ワールドホビーフェア'12 Winter」限定販売。
- AG ガンダムAGE-1 タイタス スーパークリアVer.（2012年1月）
「次世代ワールドホビーフェア'12 Winter」ゲイジングバトル大会第1位・3位入賞賞品。
- AG ガンダムAGE-1 スパロー スーパークリアVer.（2012年3月）
ゲイジングマスターチャレンジ第3弾限定アイテム。
- AG ガンダムAGE-2 ダブルバレット スーパークリアVer.（2012年6月）
ゲイジングマスターチャレンジ第5弾限定アイテム。
- AG ガンダムAGE-3 ノーマル スーパークリアVer.（2012年6月）
「次世代ワールドホビーフェア '12 Summer」限定販売。
- AG ガンダムAGE-3 フォートレス スーパークリアVer.（2012年6月）
「次世代ワールドホビーフェア '12 Summer」ゲイジングバトル大会優勝賞品。
- AG ガンダムAGE-3 オービタル スーパークリアVer.（2012年6月）
「次世代ワールドホビーフェア '12 Summer」ゲイジングバトル大会優勝・準優勝賞品。
- 1/144 ガンダムAGE-2 アルティメス改造ウェアキット（2012年7月） 
電撃ホビーマガジン2012年9月号付録[j 1]。
- 1/144 ガンダムAGE-1 レイザー改造ウェアパーツ（2012年8月）
ホビージャパン2012年10月号付録[j 2]。
- HG ガンダムAGE-2ノーマル フルカラーメッキVer.（2012年8月） 
キャラホビ2012にて限定販売。
- AG ガンダムAGE-FX スーパークリアVer.（2012年8月）
ゲイジングマスターチャレンジ第6弾限定アイテム。
- 1/144 ガンダムAGE-1 レイザー改造ウェアパーツ クリアーバージョン（2012年）
ホビージャパン「レイザー改造ウェアパーツ選手権」優秀者賞品。
- HG ガンダムAGE-2アルティメス カラークリアーVer.（2012年10月）
電撃20年祭記念商品。電撃20年祭会場限定販売。
- HG ガンダムAGE-3ノーマル フルカラーメッキVer.（2012年11月） 
ガンプラEXPOワールドツアージャパン2012限定販売。
- HG 1/144 「機動戦士ガンダムAGE」 MSセット[クリアカラー]

プレミアムバンダイ限定販売
- HG ガンダムAGE-2 特務隊仕様（2012年7月） [j 3]。
- HG ダナジン（紫カラー）（2012年9月）
- HG xvm-fzcr ガンダム レギルス [MEMORY OF EDEN]（2013年9月）
- HG ガンダムAGE-1 レイザー＆ガンダムAGE-2 アルティメス セット（2022年3月）
- HG フォーンファルシア（2022年6月）
- HG ジェノアスOカスタム（2025年7月）

グレード別、その他
- MGは、マスターグレードを参照
- SDガンダムシリーズは、SDガンダム BB戦士を参照

### ガンダムビルドシリーズ
対象作品は下記の通り。
- ガンダムビルドファイターズ
- ガンダムビルドファイターズ炎
- ガンダムビルドファイターズD
- ガンダムビルドファイターズA
- ガンダムビルドファイターズトライ
- ガンダムビルドファイターズホノオトライ
- ガンダムビルドファイターズA-R
- ガンダムビルドファイターズ バトローグ
- ガンダムビルドダイバーズ
- ガンダムビルドダイバーズブレイク
- ガンダムビルドダイバーズ Re:RIZE
- ガンダムビルドダイバーリゼ

HG BUILD FIGHTERS (HGBF) 1/144 ／ SD BUILD FIGHTERS (SDBF) ノンスケール ／ Figure-rise Standard BUILD FIGHTERS TRY ノンスケール
ブランド名表記がないものは【HGBF】
1. ビルドストライクガンダム フルパッケージ（2013年10月）
2. ザクアメイジング（2013年10月）
3. ガンダムX魔王（2013年11月）
4. ビルドガンダムMk-II（2013年11月）
5. ベアッガイIII（さん）（2013年12月）
6. ウイングガンダムフェニーチェ（2013年12月）
7. 戦国アストレイ頑駄無（2013年12月）
8. ケンプファーアメイジング（2014年1月）
9. スタービルドストライクガンダム プラフスキーウイング（2014年1月）
10. ジムスナイパーK9（2014年2月）
11. キュベレイパピヨン（2014年2月）
12. ミスサザビー（2014年3月）
13. ガンダムエクシアダークマター（2014年3月）
14. クロスボーンガンダム魔王（2014年4月）
15. グフR35（2014年6月）
16. ガンダムアメイジングエクシア（2014年8月）
17. ガンダムフェニーチェリナーシタ（2014年9月）
18. ビルドバーニングガンダム（2014年10月）
19. パワードジムカーディガン（2014年10月）
20. ライトニングガンダム（2014年11月）
21. ガンダムEz-SR（2014年11月）
22. ベアッガイF（ファミリー）（2014年11月）
23. 【SDBF】ウイニングガンダム（2014年12月）
24. R・ギャギャ（2014年12月）
25. 百万式（メガシキ）（2014年12月）
26. ガンダムアメイジングレッドウォーリア（2015年1月）
27. ハイモック（2015年1月）
28. トライバーニングガンダム（2015年2月） - 初回生産分特典付き。
29. Hi-νガンダムヴレイブ（2015年2月）
30. 【SDBF】スターウイニングガンダム（2015年2月）
31. ガンダムポータント（2015年3月）
32. 【SDBF】SxDxGガンダム（2015年3月）
33. ウイングガンダムゼロ炎（2015年3月）
34. トランジェントガンダム（2015年4月）
35. クロスボーン・ガンダムX1フルクロス TYPE.GBFT（2015年4月）
36. ガンダムジエンド（2015年5月）
37. ディナイアルガンダム（2015年5月）
38. ガンダムトライオン3（2015年6月）
39. ドム R35（2015年7月）
40. ライトニングΖガンダム（2015年7月）
41. 【SDBF】紅武者アメイジング（2015年8月）
42. ガンダムレオパルド・ダ・ヴィンチ（2015年8月）
43. カミキバーニングガンダム（2015年9月）
44. すーぱーふみな（2015年11月）
45. ΖΖII（2016年8月）
46. ギャンスロット（2016年8月）
47. スクランブルガンダム（2016年9月）
48. ベアッガイP（プリティ）（2016年9月）
49. ガンダムダブルオーシアクアンタ（2016年9月）
50. トランジェントガンダムグレイシャー（2016年11月）
51. ルナゲイザーガンダム（2017年1月）
52. パパッガイ（2017年2月）
53. アメイジングストライクフリーダムガンダム（2017年3月）
54. すーぱーふみな アクシズエンジェルVer.（2017年3月）
55. ガンダムシュバルツリッター（2017年5月）
56. チナッガイ（2017年7月）
57. 忍パルスガンダム（2017年8月）
58. スターバーニングガンダム（2017年8月）
59. GM/GM（2017年8月）
60. はいぱーギャン子（2017年8月）
61. ガンダムライトニングブラックウォーリア（2017年9月）
62. ういにんぐふみな（2017年9月）
63. リバーシブルガンダム（2017年10月）
64. ケルディムガンダムサーガ TYPE.GBF（2017年11月）
65. ストライカージンクス（2018年1月）
66. ビルドストライクギャラクシーコスモス（2018年2月）
67. ミセス.ローエングリン子（2018年3月）
68. 【Figure-rise Standard BUILD FIGHTERS TRY】ホシノ・フミナ（2020年10月）

HG BUILD DIVERS (HGBD) 1/144 ／ SD BUILD DIVERS (SDBD) ノンスケール ／ Figure-rise Standard BUILD DIVERS ノンスケール
HG ビルドダイバーズ
ブランド名表記がないものは【HGBD】
- 000 ガンダムダブルオーダイバー（2018年4月）
- 001 ガンダムAGEIIマグナム（2018年3月）
- 002 ジムIIIビームマスター（2018年4月）
- 003 グリモアレッドベレー（2018年4月）
- 004 モモカプル（2018年5月）
- 005 オーガ刃-X（2018年5月）
- 006 セラヴィーガンダムシェヘラザード（2018年5月）
- 007 煌・ギラーガ（2018年6月）
- 008 リーオーNPD（2018年6月）
- 009 ガンダムダブルオーダイバーエース（2018年7月）
- 010 ガルバルディリベイク（2018年7月）
- 011 ガンダムジーエンアルトロン（2018年7月）
- 012 ガンダムアストレイノーネイム（2018年8月）
- 013 【SDBD】RX-零丸（2018年8月）
- 014 ガンダムダブルオースカイ（2018年8月）
- 014-SP ガンダムダブルオースカイ（ハイヤーザンスカイフェイズ）（2018年8月）
- 015 ジェガンブラストマスター（2018年9月）
- 016 【Figure-rise Standard BUILD DIVERS】ダイバーナミ（2018年9月）
- 017 インパルスガンダムアルク（2018年9月）
- 018 インパルスガンダムランシエ（2018年9月）
- 019 ガンダムラヴファントム（2018年10月）
- 020 GBN-ガードフレーム（2018年11月）
- 021 ガンダムダブルオースカイHWS（トランザムインフィニティモード）（2018年11月）
- 022 ガンダムシャイニングブレイク（2018年12月）
- 023 モビルドールサラ (2018年12月) - ノンスケール
- 024 ガンダムAGEIIマグナムSVver.（2018年12月）
- 025 GBN-ベースガンダム（2019年1月）
- 026 【SDBD】RX-零丸 神気結晶（2019年1月）
- 027 ガンダムザラキエル（2019年2月）
- 028 【Figure-rise Standard BUILD DIVERS】ダイバーアヤメ（2019年3月）

HG BUILD DiVERS:R (HGBD:R) 1/144 ／ SD BUILD DiVERS:R (SDBD:R) ノンスケール
ブランド名表記がないものは【HGBD:R】
- 001 アースリィガンダム（2019年10月）
- 002 ヴィートルーウェポンズ（2019年10月）
- 003 マーズフォーウェポンズ（2019年10月）
- 004 ガンダムジャスティスナイト（2019年10月）
- 005 【SDBD:R】ヴァルキランダー（2019年11月）
- 006 ν-ジオンガンダム（2019年11月）
- 007 コアガンダム（G3カラー）&ヴィートルーユニット（2019年11月）
- 008 コアガンダム（リアルタイプカラー）&マーズフォーユニット（2019年11月）
- 009 ガンダムゼルトザーム（2019年12月）
- 010 インジャスティスウェポンズ（2019年12月）
- 011 エルドラブルート（2019年12月）
- 012 量産型ジオニックソード（2019年12月）
- 013 ジュピターヴガンダム（2020年1月）
- 014 モビルドールメイ（2020年1月）
- 015 ゼルトザームアームズ（2020年1月）
- 016 ガンダムテルティウム（2020年2月）
- 017 メルクワンユニット（2020年2月）
- 018 【SDBD:R】アヴァランチレックスバスター（2020年2月）
- 019 メルクワンウェポンズ（2020年3月）
- 020 ガンダム G-エルス（2020年3月）
- 021 ガンダムGP-羅刹天（2020年4月）
- 022 アルスアースリィガンダム（2020年4月）
- 023 ユーラヴェンガンダム（2020年5月）
- 024 サタニクスユニット（2020年5月）
- 025 サタニクスウェポンズ（2020年5月）
- 026 【SDBD:R】エクスヴァルキランダー（2020年6月）
- 027 ガンダムTRYAGEマグナム（2020年7月）
- 028 ウォドムポッド（2020年6月）
- 029 フェイクニューユニット（2020年6月）
- 030 フェイクニューウェポンズ（2020年6月）
- 031 ネプテイトユニット（2020年7月）
- 032 ネプテイトウェポンズ（2020年7月）
- 033 ガンダムイージスナイト（2020年8月）
- 034 ガンダムアニマリゼ（2020年8月）
- 035 アウンリゼアーマー（2020年8月）
- 036 テルティウムアームズ（2020年9月）
- 037 リライジングガンダム（2020年9月）
- 038 ロードアストレイダブルリベイク（2020年11月）
- 039 ガンダムダブルオースカイメビウス（2020年12月）
- 040 ダブルリベイクライフル（2020年12月）
- 041 トライスラッシュブレイド（2020年12月）
- 042 コアガンダムII（G-3カラー）（2020年12月）
- 043 コアガンダムII（ティターンズカラー）（2020年12月）

HG BUILD CUSTOM (HGBC) 1/144
HG ビルドカスタム
- 000 ビルドカスタム GPベース（2013年11月） - ノンスケール
- 001 ビルドブースター（2013年10月）
- 002 アメイジングブースター（2013年10月）
- 003 ビルドブースターMk-II（2013年11月）
- 004 メテオホッパー（2013年12月）
- 005 祭ウェポン（2013年12月）
- 006 ハイパーガンプラバトルウェポンズ（2014年1月）
- 007 アメイジングウェポンバインダー（2014年1月）
- 008 ユニバースブースター プラフスキーパワーゲート（2014年1月）
- 009 K9ドッグパック（2014年2月）
- 010 ガンプラバトルアームアームズ（2014年3月）
- 011 ダークマターブースター（2014年3月）
- 012 スカルウェポン（2014年5月）
- 013 ヴァリュアブルポッド（2014年7月）
- 014 パワードアームズパワーダー（2014年10月）
- 015 ライトニングバックウェポンシステム（2014年11月）
- 016 イージーアームズ（2014年11月）
- 017 メガライドランチャー（2014年12月）
- 018 紅ウェポン（2015年1月）
- 019 モックアーミーセット（2015年1月）
- 020 ライトニングバックウェポンシステムMk-II（2015年2月）
- 021 ポータントフライヤー（2015年3月）
- 022 ボールデンアームアームズ（2015年5月）
- 023 ジャイアントガトリング（2015年6月）
- 024 次元ビルドナックルズ「角」（2015年7月）
- 025 次元ビルドナックルズ（丸）（2016年7月）
- 026 ギャ イースタンウェポンズ（2016年8月）
- 027 ザ ノーザンポッド（2016年8月）
- 028 ライトニングバックウェポンシステムMk-III（2016年9月）
- 029 忍パルスビームズ（2017年8月）
- 030 ジムジムウエポンズ（2017年8月）
- 031 バリスティックウエポンズ（2017年10月）
- 032 24thセンチュリーウエポンズ（2017年11月）
- 033 ギャラクシーブースター（2018年2月）
- 034 ダイバーギア（2018年4月）- ノンスケール
- 035 チェンジリングライフル（2018年4月）
- 036 ダイバーエースユニット（2018年5月）
- 037 ティルトローターパック（2018年5月）
- 038 スピニングブラスター（2018年6月）
- 039 プトレマイオスアームズ（2018年6月）
- 040 バインダーガン（2018年7月）
- 041 マシンライダー（2018年8月）
- 042 スカイハイウイングス（2018年8月）
- 043 ビルドハンズ 角型 [S,M,L]（2018年8月）
- 044 ビルドハンズ 丸型 (S,M,L)（2018年8月）
- 045 ノーネイムライフル（2018年9月）
- 046 HWS&SVカスタムウエポンセット（2019年1月）

HG PETIT'GGUY (HGPG) 1/144
1. プチッガイ バーニングレッド（2015年5月）
2. プチッガイ ライトニングブルー（2015年5月）
3. プチッガイ ウイニングイエロー（2015年5月）
4. プチッガイ フューチャーピンク（2015年5月）
5. プチッガイ ミルクホワイト（2016年7月）
6. プチッガイ チャチャチャブラウン（2016年7月）
7. パンダッガイ（2016年8月）
8. プチッガイ サーフグリーン & ギター（2016年10月）
9. プチッガイ ラパパンパープル & ドラム（2016年10月）
10. プチッガイ ストレイブラック&キャットコス（2016年12月）
11. プチッガイ ワンワンホワイト&ドッグコス（2016年12月）
12. プチッガイ ビタースィートブラウン&チョコレート（2017年2月）
13. プチッガイ ソーダポップブルー&アイスキャンディ（2017年2月）
14. プチッガイ プリティインピンク&プチプチッガイ（2017年3月）
15. プチッガイ ラスティオレンジ&プラカード（2017年5月）
16. プチッガイ サフェーサーグレー&プラカード（2017年5月）
17. プチッガイ きゃらっがい フミナ（2017年6月）
18. プチッガイ きゃらっがい ギャン子（2017年6月）
19. プチッガイ ダイバーズブルー＆プラカード（2018年4月）
20. プチッガイ きゃらっがい モモ（2018年5月）
21. プチッガイ きゃらっがい アヤメ（2019年1月）
22. プチッガイ きゃらっがい サラ（2019年9月）
23. プチッガイ ジャスティッガイ（2020年3月）

HG PETIT'GGUY 1/144 - ガンダムマイスターカラー
- プチッガイ 刹那・F・セイエイブルー&プラカード（2017年11月）
- プチッガイ ロックオン・ストラトスグリーン&プラカード（2017年12月）
- プチッガイ グラハム・エーカーホワイト&プラカード（2017年12月）
- プチッガイ アレルヤ・ハプティズムオレンジ&プラカード（2018年1月）
- プチッガイ ティエリア・アーデパープル&プラカード（2018年2月）

キャラスタンドプレート
フィギュアライズバスト
ハロプラ
フィギュアライズラボ
限定モデル
- HGBF フリーダムガンダム プラフスキーパーティクルクリアVer.（2013年11月）
BACK-ONのCD「ニブンノイチ/INFINITY（CD+プラモデル）」同梱品。数量限定生産。
- HGBF ビルドストライクガンダム フルパッケージ プラフスキーパーティクルクリアVer.（2013年11月）
ガンダムビルドファイターズ第一話放送記念プレゼントキャンペーン当選品。
- HGBF ビルドストライクガンダム フルパッケージ プラフスキーパーティクルクリアVer.（2013年11月）
ガンプラエキスポ ワールドツアー ジャパン2013にて販売。
- HGBF ビルドアカツキガンダム（2013年11月）
川口克己プロデュース プロショップ専用商品。
- マーキュリーレヴ（2014年1月）
HG1/144ガンプラ用武器セット。ガンダムエース2014年3月号付録。
- 1/144 マーキュリーレヴD（2014年2月）
ガンプラ用武器セット。電撃ホビーマガジン2014年4月号付録。
- HGBF 戦国アストレイ頑駄無 プラフスキーパーティクルクリアVer.（2014年3月）
BACK-ONのCD「wimp ft.Lil'Fang (from FAKY)（CD+プラモデル）」同梱品。数量限定生産。
- HJビルドウェポン カレトヴルッフ炎（2014年3月）
ホビージャパン2014年5月号付録。
- HGBF ゴールデンベアッガイIII（さん）（2014年6月）
ガンダムビルドファイターズ Blu-ray BOX 2（ハイグレード版）同梱品。初回限定生産。
- HGBF ビルドストライクガンダム フルパッケージ ゴールドメッキVer.（2014年）
高達創戰者大抽獎当選品。
- HGBF スタービルドストライクガンダム プラフスキーパーティクルクリア スペシャルイベントVer.（2014年6月）
「次世代ワールドホビーフェア'14 Summer」、他イベントにて販売。
- HGBF ガンダムエクシアダークマター（トランザムモード）（2014年8月）
「キャラホビ2014」にて限定販売。
- HGBC ビルドブースター スペシャルカラーVer.（2014年8月）
「HGCE ストライクガンダム 電撃ホビージャパン SPECIAL」同梱品。「キャラホビ2014」にて限定販売。
- HGBF ネオンベアッガイIII（さん）（2014年9月）
第54回 全日本模型ホビーショー、他イベントにて販売。
- HGBF スタービルドストライクガンダム プラフスキーウイング ゴールドメッキVer.（2014年）
GUNPLAxGUNDAM.INFO 年中感謝祭2014当選品。
- HGBC ビルドブースター レッドVer.（2014年10月）
「Let's トライ! ガンプラ!! プラモ体験会」参加者プレゼント。
- HGBF ベアッガイIII（さん） セブン-イレブン カラー（2014年10月）
セブン-イレブン限定販売。
- HGBF ギャンギャギャン（2014年11月）
ガンプラEXPO ワールドツアージャパン2014、他イベントにて販売。
- 1/48 ビルドバーニングガンダム ヘッドディスプレイベース（2014年11月）
電撃ホビーマガジン2015年1月号付録。
- HGBF グフR35 プラフスキーパーティクルクリアVer.（2014年12月）
BACK-ONのCD「セルリアン/Silent Trigger（CD+プラモデル）」同梱品。数量限定生産。
- HGBF ビルドバーニングガンダム リミテッドレッドクリアVer.（2014年）
「ガンダムビルドファイターズトライ」初回放送特別プレゼントキャンペーン当選品。
- HGBF ガンダムデュナメスアームアームズ（2014年12月）
川口克己プロデュース プロショップ専用商品。
- HGBF ビルドバーニングガンダム PPクリアVer.（2015年1月）
「次世代ワールドホビーフェア'15 Winter」にて限定販売。
- HGBC ユニバースブースター レッドVer.（2015年1月）
「ガンプラビルダーズガイドブック」同梱品。「次世代ワールドホビーフェア'15 Winter」にて小・中学生限定配布。
- HGBC アメイジングレヴA（2015年1月）
ガンダムエース増刊ガンダムビルドファイターズエース付録。
- HGBC アメイジングレヴD（2015年2月）
電撃ホビーマガジン2015年4月号付録。
- HGBF トライバーニングガンダム PPクリアVer.（2015年2月）
「ガンプラEXPOジャパンツアー 2015 in NAGOYA」、他イベントにて販売。
- HGBF ビルドバーニングガンダム ゴールドVer.（2015年）
GUNPLAxGUNDAM.INFO 跨年感謝祭当選品。
- HGBF ベリーベリーベアッガイF（ファミリー）（2015年3月）
EDGE of LIFEのCD「Just Fly Away（CD+プラモデル）」同梱品。数量限定生産。
- ウイングガンダムゼロ炎カスタムキット（2015年3月）
ホビージャパン2015年5月号付録。
- HGBF ビルドバーニングガンダム（フルカラーメッキVer.）SPセット（2015年3月）
HGBF ビルドバーニングガンダム（フルカラーメッキVer.）と、ビルドバーニングガンダム ヘッドディスプレイベース（リミテッドクリアVer.）のセット。
ガンダムビルドファイターズトライ Blu-ray BOX 1（ハイグレード版）同梱品。初回限定生産。
- HGBF ビルドバーニングガンダム ガンダム35周年RISE!カラーVer.（2015年）
"機動戦士ガンダム35周年記念RISE!カラー"ガンプラセットに同梱。Gのコラボレーション トライキャンペーン当選品。
- HGBF ハイモック カラーメッキVer.（2015年）
ホビージャパン「オラモック選手権」景品。
- HGBF ガンダムアメイジングレッドウォーリア（PPクリアVer.）SPセット（2015年6月）
HGBF ガンダムアメイジングレッドウォーリア（プラフスキーパーティクルクリアVer.）とHGBC GPベース（プラフスキーパーティクルクリアVer.）のセット。ガンダムビルドファイターズトライ Blu-ray BOX 2（ハイグレード版）同梱品。初回限定生産。
- SDBF スターウイニングガンダム PPクリアVer.（2015年6月）
「次世代ワールドホビーフェア'15 Summer」、他イベントにて販売。
- HGBF トライバーニングガンダム フルカラーコーティングVer.（2015年8月）
- HGBF ベアッガイIII（さん）Ver.囍（2015年8月）
以上2点、「GUNDAM DOCKS AT HONG KONG II」限定販売。
- HGBF ビルドストライクガンダム フルパッケージ スモークブラッククリアVer.（2015年）
ガンプラビルダーズワールドカップ2015、公式サイトエントリー予選通過者及びプロショップエントリー店舗コンテスト1位獲得者副賞。
- HGPG 量産型プチッガイ（2015年8月）
キャラホビ2015、他イベントにて販売。
- HGBF ガンダムトライオン3 フルカラーメッキVer.（2015年9月）
「輝くガンダムトライオン3ガンプラゲットキャンペーン」当選品。
- HGBF ビルドストライクガンダム フルパッケージ 電撃ホビーマガジン クリアブルーVer.（2015年）
第17回 電撃ガンプラ王 2015 一次選考通過記念品。
- HGBF ガンダムアメイジングレッドウォーリア フルカラーメッキVer.（2015年9月）
2015 第55回 全日本模型ホビーショー、他イベントにて販売。
- HGBF ビルドストライクガンダム フルパッケージ クリアーレッドVer.（2015年）
第18回 全日本オラザク選手権 一次審査通過記念品。
- HGBF イージーエスアールマキシマ（2016年2月）
プロショップ専用商品。
- HGPG 黒い三連プチッガイ（2016年7月）
「ガンプラEXPO in OTSU」、他イベントにて販売。
- HGBF Hi-νガンダムヴレイブアメイジング Ver.紅の彗星（2016年8月）
- HGBF クロスボーン・ガンダムX1 フルクロス TYPE.GBFT メッキ/クリアVer.（2016年8月）
- SDBF 紅武者アメイジング プラフスキーパーティクルクリアVer.（2016年8月）
以上3点、「ガンプラEXPO ワールドツアージャパン 2016 SUMMER」、他イベントにて販売。
- HGBF ネオンベアッガイ3000(SAN-ZEN)（2016年）
「GUNDAM.INFO MID YEAR CAMPAIGN 2016」当選品。
- HGPG プチッガイセット「セブン-イレブンカラー」（2016年11月）
セブン-イレブン限定販売。
- HGBF すーぱーふみな エゥーゴメイドVer.（2016年11月）
「ガンプラEXPO ワールドツアージャパン 2016 WINTER」、他イベントにて販売。
- HJビルドウェポン カレトヴルッフフェーダー（2016年11月）
ホビージャパン2017年1月号付録。
- HGBF ガンダムトライオン3 [クリアカラー]（2017年6月）
「ガンプラEXPO in TSUDANUMA」、他イベントにて販売。
- HGBF スクランブルガンダム [プラフスキーパーティクルクリア]（2017年8月）
ガンダムベース東京、他イベントにて販売。
- HGBF すーぱーふみな アクシズエンジェルVer.（Mk-II アクシズイメージカラー）（2017年8月）
「C3AFA TOKYO 2017」にて販売。
- HGPG プチッガイ ユニコーンホワイト&プラカード（2017年9月）
「第57回 全日本模型ホビーショー」などで販売。
- HGPG プチッガイ セブン-イレブンカラー&プラカード（2017年10月）
台湾セブン-イレブン限定販売。
- HGPG プチッガイ フォーチュンレッド&プラカード（2017年10月）
- HGPG プチッガイ ラッキーオレンジ&プラカード（2017年10月）
以上2点、「GUNDAM docks at Taiwan」にて販売。
- HGPG プチッガイ トランザムレッド（2017年11月）
「ガンプラEXPO in OSAKA」、他イベントにて販売。
- HGPG プチッガイ トリプルセット [ゴールド&シルバー&ブロンズ]（2017年）
「GUNPLA 2017 MID YEAR CAMPAIGN」B賞など。ガンダムベース特製。
- HGBF カミキバーニングガンダム [プラフスキーパーティクルクリア]（2018年1月）
ガンダムベース東京、他イベントにて販売。
- HGBF A-Zガンダム（2018年1月）
Amazon.co.jp限定。
- HGBD ガンダムAGEIIマグナム [クリアカラー]（2018年6月）
「New ガンダムブレイカー プレミアムエディション」に同梱。数量限定版。
- HGBD ガンダムダブルオーダイバー [ダイブ イントゥ ディメンション クリア]（2018年7月）
- HGBD ガンダムAGEIIマグナム  [ダイブ イントゥ ディメンション クリア]（2018年8月）
以上2点、「ガンダムビルドダイバーズフェスティバル2018」にて販売。
- HGBD ガンダムダブルオーダイバーエース [スペシャルコーティング]（2018年8月）
- HGBD モモカプル Ver.財神（2018年8月）
以上2点、「GUNDAM DOCKS AT HONG KONG III」にて販売。
- HGBD ガンダムダブルオーダイバー [ゴールデンダイブスパークル]（2018年9月）
ガンダムビルドダイバーズ Blu-ray BOX 1 [ハイグレード版]同梱品。初回限定生産。
- HGBD ガンダムダブルオーダイバーエース [ゴールドコーティング]（2018年）
「GUNDAM.INFO MID YEAR CAMPAIGN 2018」A賞
- HGBD ガンダムダブルオースカイ [ダイブイントゥディメンションクリア]（2019年5月）
ガンダムベース、イベントなどで販売。
- HGBD:R アースリィガンダム [ゴールドコーティング]（2019年）
ガンダムビルドダイバーズRe:RISE 配信記念ツイッターキャンペーン当選品、その他賞品。
- HGBD:R アースリィガンダム [ダイブイントゥディメンションクリア]（2020年1月）
ガンダムベース、イベントなどで販売。
- HGBD:R コアガンダム（G-3カラー）&ヴィートルーユニット[ダイブイントゥディメンションクリア]（2020年7月）
ガンダムベース、イベントなどで販売。
- HGBD:R トライエイジガンダム [ゴールドコーティング]（2020年）
ガンダムトライエイジ エヴォルブースト01 Twitterガンプラゲットキャンペーン当選品、その他賞品。
- HGBD:R ユーラヴェンガンダム[ダイブイントゥディメンションクリア]（2021年5月）
ガンダムベース、イベントなどで販売。

限定モデル（プレミアムバンダイ限定販売）
- HGBF スタービルドストライクガンダム Ver.RGシステム（2014年10月）
- HGBF ガンダムドライオンIII（ドライ）（2015年8月）
- HGBF カテドラルガンダム（2015年8月）
- HGBF ターンエーガンダムシン（2015年11月）
- HGBF 煌式（ギラシキ）（2016年2月）
- HGBF Hi-νガンダムインフラックス（2016年4月）
- HGBF イージーエスアールフォックスハウンド（2016年4月）
- HGBF ライトニングΖガンダム アスプロス（2016年6月）
- HGBF ガーベラ・テトラ（キララ専用機）（2016年8月）
- HGBF ゴーストジェガン F（2016年8月）
- HGBF ゴーストジェガン M（2016年8月）
- HGBF すーぱーふみな ティターンズメイドVer.（2016年11月）
- HGBF ハンブラビスバン（2017年8月）
- HGBF アメイジングズゴック（2017年10月）
- HGBF チニャッガイ（2017年10月）
- HGBF アクセルレイトジンクス（2017年10月）
- HGBF ガンダムフェニーチェリベルタ（2017年11月）
- HGBF ガンダムX十魔王（2017年11月）
- HGBF こまんどふみな（2017年11月）
- HGBF サイコジム（2017年12月）
- HGBF ヴァイスバーザム（2017年12月）
- HGBF ヴァイスシナンジュ（2017年12月）
- HGBF リックドギャン子（2018年1月）
- HGBF ジンクスIV TYPE.GBF（2018年2月）
- HGBF トールストライクガンダムグリッター（2018年3月）
- HGBF ガンダムM91（2018年3月）
- HGBD ガンダムAGEIIマグナムSVver.（FXプロージョン）（2019年11月）
- HGBD ビルドガンマガンダム（2020年1月）
- HGBD:R エルドラドートレス（2020年2月）
- HGBD:R エルドラウィンダム（2020年9月）
- HGBD ガンダムシャイニングブレイク(BEFORE)（2020年10月）
- HGBD:R ガンダム G-エルス(BEFORE)（2020年10月）
- HG トライエイジガンダム（2020年11月）

限定モデル（ガンダムベース限定）
- HGPG プチッガイ ゴールドトップ&プラカード（2017年8月）
- HGPG プチッガイ シルバースパークル&プラカード（2017年8月）
- HGBF すーぱーふみな[ガンダムベースカラー]（2017年8月）
- HGBF ベアッガイIII[トリコロールペイント]（2017年12月）
- HGPG プチッガイ[ガンダムベースカラー]（2017年12月）
- HGBF ういにんぐふみな[ガンダムベースカラー]（2018年5月）
- SDBF RX-零丸（獅子吼）（2019年4月）
- HGBD ガンダムダブルオーダイバー[トランザムクリア]（2019年7月）
- HGBD モビルドールサラ（ミラーミッションVer.）（2019年9月）
- Figure-rise Standard BD ダイバーアヤメ[ガンダムベースカラー]&プチッガイセット（2019年9月）
- HGBD:R モビルドールメイ[ガンダムベースカラー]（2020年9月）
- HGBD:R コアガンダム&コアガンダムII&アルスコアガンダム[ロービジビリティVer.]（2021年5月）
- Figure-rise Standard BUILD FIGHTERS TRY ホシノ・フミナ[ガンダムベースカラー]（2021年5月）

グレード別、その他
- MGは、マスターグレードを参照
- RGは、#リアルグレード (RG)を参照
- SDガンダムシリーズは、SDガンダム BB戦士を参照

### 機動戦士ガンダム サンダーボルト
HG GUNDAM THUNDERBOLT 1/144
- FA-78 フルアーマー・ガンダム（ガンダム サンダーボルト版）（2013年12月） - 初回生産分特典付き。
- RGM-79 ジム（ガンダム サンダーボルト版）（2013年12月）
- MS-06 量産型ザク+ビッグ・ガン（ガンダム サンダーボルト版）（2013年12月）
- MS-06R 高機動型ザク“サイコ・ザク”（ガンダム サンダーボルト版）（2014年2月）
- MS-06 量産型ザク（ガンダム サンダーボルト版）（2014年2月）
- MS-05 ザクI“旧ザク”（ガンダム サンダーボルト版）（2014年6月）

HG GUNDAM THUNDERBOLT 1/144 - アニメイメージカラー版
- FA-78 フルアーマー・ガンダム(GUNDAM THUNDERBOLT Ver.)（2016年4月）
- MS-06 量産型ザク+ビッグ・ガン(GUNDAM THUNDERBOLT Ver.)（2016年4月）
- RGM-79 ジム(GUNDAM THUNDERBOLT Ver.)（2016年5月）
- MS-06R 高機動型ザク“サイコ・ザク”(GUNDAM THUNDERBOLT Ver.)（2016年5月）
- MS-05 ザクI“旧ザク”（GUNDAM THUNDERBOLT Ver.）（2016年6月）
- RX-78AL アトラスガンダム(GUNDAM THUNDERBOLT Ver.)（2017年3月）
- RX-79[GS] 陸戦型ガンダムS型(GUNDAM THUNDERBOLT Ver.)（2017年5月）

限定モデル
- 1/144 RB-79 ボール（ガンダム サンダーボルト版）（2014年2月）
ビッグコミックススペシャル「機動戦士ガンダム サンダーボルト第3集特装版」同梱品。
- 1/144 RB-79 ボール（ガンダム サンダーボルト版）特製クリアバージョン（2014年）
「機動戦士ガンダム サンダーボルト」単行本第3集発売記念スペシャルキャンペーン当選品。
- HG MS-06R 高機動型ザク“サイコ・ザク”(GUNDAM THUNDERBOLT Ver.) 劇場限定 リミテッドクリアVer.（2016年6月）
- HG FA-78 フルアーマー・ガンダム(GUNDAM THUNDERBOLT Ver.) 劇場限定 リミテッドクリアVer.（2016年7月）
以上2点、劇場限定販売。
- HG FA-78 フルアーマー・ガンダム(GUNDAM THUNDERBOLT Ver.) バージョン ジーエフティー リミテッド メタリックカラー（2016年7月）
ガンダムフロント東京限定販売。
- HG MS-06 量産型ザク(GUNDAM THUNDERBOLT Ver.)リミテッドクリアVer.（2016年8月）
「GUNDAM PRODUCT ART 機動戦士ガンダム THE ORIGIN展」にて販売。
- HG RX-78AL アトラスガンダム(GUNDAM THUNDERBOLT Ver.) 劇場限定 リミテッドクリアVer.（2017年11月）
劇場限定販売。
- HG RX-78AL アトラスガンダム(GUNDAM THUNDERBOLT BANDIT FLOWER Ver.)（2018年1月）
プレミアムバンダイ限定販売。
- HG 1/144 ガンダムベース限定 フルアーマー・ガンダム VS サイコ・ザク セット(機動戦士ガンダム サンダーボルト10周年記念Ver.)（2022年9月）
ガンダムベース限定販売。

グレード別
- MGは、マスターグレードを参照

### ガンダム Gのレコンギスタ
HG Reconguista in G 1/144
1. ガンダム G-セルフ（大気圏用パック装備型）（2014年9月）
2. グリモア（2014年10月）
3. モンテーロ（クリム・ニック専用機）（2014年11月）
4. ガンダム G-アルケイン（2014年11月）
5. ガンダム G-セルフ用オプションユニット 宇宙用パック（2014年12月）
6. 宇宙用ジャハナム（量産機）（2014年12月）
7. 宇宙用ジャハナム（クリム・ニック専用機）（2015年1月）
8. エルフ・ブルック（マスク専用機）（2015年2月）
9. ジャイオーン（2015年2月）
10. マックナイフ（マスク専用機）（2015年3月）
11. ガンダム G-ルシファー（2015年3月）
12. ガンダム G-セルフ（アサルトパック装備型）（2015年4月）
13. カットシー（2015年4月）
14. ダハック（2015年5月）
15. ジャスティマ（2015年6月）
16. カバカーリー（2015年7月）
17. ガンダム G-セルフ（パーフェクトパック装備型）（2015年8月）

限定モデル
- ガンダム G-セルフ ヘッドディスプレイベース（2014年10月）
月刊ホビージャパン2014年12月号付録。
- HG ガンダム G-セルフ（大気圏用パック装備型）リミテッドブルークリアVer.（2014年）
「ガンダム Gのレコンギスタ」初回1時間spプレゼントキャンペーン当選品。
- HG ガンダム G-セルフ（大気圏用パック装備型）カラークリアVer.（2015年2月）
「ガンプラEXPOジャパンツアー 2015 in NAGOYA」、他イベントにて販売。
- HG ガンダムG-セルフ（宇宙用パック+大気圏用パック）（バージョン ジーエフティー スペースメタリック カラー）（2015年3月）
ガンダムフロント東京限定販売。
- HG ガンダム G-セルフ（大気圏用パック装備型）リミテッドピンククリアVer.（2015年）
May J.のシングル「ReBirth」購入者プレゼント当選品。
- HG ガンダム G-セルフ（大気圏用パック装備型）ガンダム35周年RISE!カラーVer.（2015年）
"機動戦士ガンダム35周年記念RISE!カラー"ガンプラセットに同梱。Gのコラボレーション トライキャンペーン当選品。
- HG エルフ・ブルック（量産機）（2015年6月）
- HG マックナイフ（量産機）（2015年6月）
以上2点、プレミアムバンダイ限定販売。
- HG ガンダムG-セルフ（リフレクターパック装備型）（2015年9月）
プレミアムバンダイ限定販売。

### 機動戦士ガンダム THE ORIGIN
「機動戦士ガンダム THE ORIGIN MSD (MOBILE SUIT DISCOVERY)」を含む。
HG GUNDAM THE ORIGIN 1/144
1. MS-06S シャア専用ザクII（2015年4月）
2. RTX-65 ガンタンク初期型（2015年5月）
3. MS-06R-1A 高機動型ザクII ガイア/マッシュ専用機（2015年6月）
4. YMS-07B-0 プロトタイプグフ戦術実証機（2015年9月）
5. MS-06R-1A 高機動型ザクII オルテガ専用機（2015年9月）
6. モビルワーカー MW-01 01式 後期型（マッシュ機）（2015年10月）
7. YMS-08B ドム試作実験機（2016年2月）
8. YMS-03 ヴァッフ（2016年4月）
9. MS-05 ザクI（デニム/スレンダー機）（2016年5月）
10. RX-78-01[N] 局地型ガンダム（2016年7月）
11. RCX-76-02 ガンキャノン最初期型（鉄騎兵中隊機）（2016年11月）
12. MS-04 ブグ（ランバ・ラル機）（2016年12月）
13. MS-05S シャア専用ザクI（2016年12月）
14. RCX-76-01 ガンキャノン機動試験型/火力試験型（2017年1月）
15. MS-05 ザクI（シャア・アズナブル機）（2017年3月）
16. MS-06C ザクII C型/C-5型（2017年9月）
17. RX-78-01[N] 局地型ガンダム（北米戦仕様）（2017年10月）
18. MS-05 ザクI（キシリア部隊機）（2017年11月）
19. MS-06CK ザク・ハーフキャノン（2017年11月）
20. YMS-11 アクト・ザク（キシリア部隊機）（2018年1月）
21. RX-78-01[FSD] ガンダムFSD（2018年4月）
22. RGM-79HC ジム・ガードカスタム（2018年7月）
23. RGM-79KC ジム・インターセプトカスタム（2018年11月）
24. MS-06S シャア専用ザクII 赤い彗星Ver.（2019年4月）
25. MS-06C-6/R6 ザクII C-6/R6型（2019年4月）
26. RX-78-02 ガンダム（GUNDAM THE ORIGIN版）（2020年3月）

限定モデル
- RX78-02 ガンダム ジ オリジン ヘッドモデル（2011年8月）
ガンダムエース2011年10月号付録。
- HG MS-06R-1A 高機動型ザクII 黒い三連星メタリックVer.（2015年9月）
2015 第55回 全日本模型ホビーショー、他イベントにて販売。
- HG RTX-65 ガンタンク初期型 劇場限定 リミテッドクリアVer.（2015年10月）
劇場限定販売。
- HG MS-06S シャア専用ザクII メタリックVer.（2015年11月）
ガンプラEXPO ワールドツアージャパン 2015限定販売。
- HG MS-06R-1A 高機動型ザクII 劇場限定 リミテッドクリアVer.（2016年5月）
劇場限定販売。
- HG RCX-76-02 ガンキャノン最初期型（鉄騎兵中隊 隊長機）（2016年11月）
劇場限定販売。
- HG MS-04 ブグ（ランバ・ラル機）劇場限定 リミテッドクリアVer.（2017年9月）
劇場限定販売。
- HG シャア専用ザクII 劇場限定 リミテッドクリアVer.（2017年9月）
劇場限定販売。
- HG 1/144 MS用マシンガン[メタリック]（2017年9月）
劇場入場者プレゼント。
- HG シャア専用ザクII[メタリック]（2018年3月）
ガンダムベース限定。
- HG MS-06S シャア専用ザクII 伊勢丹限定リミテッドカラーVer.（2018年4月）
東京・伊勢丹新宿店、「機動戦士ガンダム×ISETAN WELCOME TO ZEON」限定販売。
- HG 試作型ロングレンジ・ビーム・ライフル（2018年4月）
ガンダムエース2018年6月号付録。
- HG ザクII C型/C-5型 劇場限定 リミテッドクリアVer.（2018年5月）
劇場限定販売。
- HG MS-06S シャア専用ザクII CoCoICHI エクストラフィニッシュVer.［スプーン装備型］（2018年7月）
「機動戦士ガンダム THE ORIGIN 誕生 赤い彗星」×カレーハウスCoCo壱番屋キャンペーン当選品。
- HG MS-06S 黒髪のシャア専用ザクII（2020年）- ZAKU II[MARO17Ver.]。
MARO17×GUNDAMキャンペーンA賞。
- HG MS-06C-6/R6 ザクII TYPE C-6/R6 [ペインティングモデル]（2020年5月）
ガンダムベース限定。
- HG ガンダムFSD (試作型ロングレンジ・ビームライフル装備)（2024年10月）
ガンダムベース限定。

限定モデル（プレミアムバンダイ限定販売）
- HG YMS-07A-0 プロトタイプグフ（機動実証機 サンドカラーVer.）（2015年11月）
- HG モビルワーカー MW-01 01式 後期型（ランバ・ラル機）（2016年1月）

1. YMS-08B ドム 試作実験機（2016年2月）

- HG YMS-07A-0 プロトタイプグフ（機動実証機 ブルーカラーVer.）（2016年1月）
- HG MS-06RD-4 高機動試作型ザク（2016年4月）
- HG RAG-79-G1 水中型ガンダム（2016年10月）
- HG MS-04 ブグ（2017年2月）
- HG RCX-76 ガンキャノン最初期型（ロールアウト1号機）（2017年5月）
- HG MS-05 ザクI（黒い三連星機）（2017年6月）
- HG RX-78-01[N] 局地型ガンダム（ロールアウトカラー）（2017年11月）
- HG YMS-06K ザク・キャノン テストタイプ（2017年12月）
- HG MS-11 アクト・ザク（2018年2月）
- HG FA-78-2 ヘビーガンダム（2018年5月）
- HG RGM-79SC ジム・スナイパーカスタム（2018年8月）
- HG FA-78-2 ヘビーガンダム（ロールアウトカラー）（2018年10月）
- HG RGC-80S ジム・キャノン（空間突撃仕様）（2018年12月）
- HG MS-06K ザク・キャノン（2019年6月）
- HG MS-05S シャア専用ザクI (LIMITED MODEL)（2019年9月）
- HG RGM-79KC ジム・インターセプトカスタム（フェロウ・ブースター装備）（2019年9月）
- HG RGM-79SC ジム・スナイパーカスタム（ミサイル・ランチャー装備）（2019年11月）
- HG RGM-79HC ジム・ガードカスタム（E-2ビーム・スプレーガン装備）（2020年3月）
- HG MS-06D ザク・デザートタイプ（2020年5月）
- HG RGM-79V ジム・ナイトシーカー（2020年8月）
- HG RGC-80S ジム・キャノン（ロケット・バズーカ装備）（2020年11月）
- HG ライトライナー（2021年2月）
- HG RX-78-02 ガンダム ロールアウトカラー（GUNDAM THE ORIGIN版）（2021年4月）
- HG ザク・デザートタイプ（ダブルアンテナ仕様）（2021年10月）
- HG FA-78-1 フルアーマーガンダム（2023年2月）
- HG ジム・ナイトシーカーII（2024年9月）
- HG ザク・デザートタイプ ピンクパンサー隊機（2025年4月）

グレード別
- MGは、マスターグレードを参照

### 機動戦士ガンダム 鉄血のオルフェンズ
「機動戦士ガンダム 鉄血のオルフェンズ月鋼」、「鉄血のオルフェンズ ウルズハント」を含む。
HG IRON-BLOODED ORPHANS (HG IBO) 1/144
1. ガンダムバルバトス（2015年10月） - 初回生産特典付き。
2. グレイズ（一般機/指揮官機）（2015年10月）
3. シュヴァルベグレイズ（マクギリス機）（2015年10月）
4. グレイズ改（2015年11月）
5. 百里（2015年11月）
6. 百錬（2015年11月）
7. ガンダムバルバトス & 長距離輸送ブースター クタン参型（2015年12月）
8. ガンダムグシオン（2015年12月）
9. マンロディ（2015年12月）
10. 百錬（アミダ機）（2015年12月）
11. ガンダムキマリス（2016年1月）
12. 流星号（グレイズ改弐）（2016年1月）
13. ガンダムグシオンリベイク（2016年1月）
14. グリムゲルデ（2016年2月）
15. ガンダムバルバトス 第6形態（2016年2月） - 初回生産特典付き。
16. ガンダムキマリストルーパー（2016年3月）
17. グレイズリッター（カルタ機）（2016年3月）
18. グレイズアイン（2016年4月）
19. ガンダムアスタロト（2016年5月）
20. ガンダムアスタロトオリジン（2016年8月）
21. ガンダムバルバトスルプス（2016年10月）
22. ユーゴー（2016年10月）
23. ガンダムグシオンリベイクフルシティ（2016年10月）
24. モビルレギンレイズ（ジュリエッタ機）（2016年10月）
25. イオフレーム獅電（2016年11月）
26. ゲイレール（2016年11月）
27. ガンダムヴィダール（2016年12月）
28. ガンダムフラウロス（流星号）（2016年12月）
29. モビルアーマー ハシュマル（2016年12月）
30. 辟邪（2017年1月）
31. ヘルムヴィーゲ・リンカー（2017年1月）
32. 漏影（2017年1月）
33. ガンダムバルバトスルプスレクス(2017年2月)
34. レギンレイズジュリア(2017年2月)
35. ガンダムキマリスヴィダール（2017年3月）
36. ガンダムバエル（2017年3月）
37. ガンダムウヴァル（2017年4月）
38. ガンダムダンタリオン（2017年6月）
39. ガンダムアスタロトリナシメント（2017年7月）
40. ガンダムマルコシアス（2020年3月）
41. ガンダム端白星（2020年8月）
42. ガンダムグレモリー（2021年10月）
43. ガンダムアスモデウス（2022年4月）
44. シュヴァルベカスタム(シクラーゼ機)（2022年5月）
45. ジークルーネ（2022年6月）
46. モンキーロディ(598機)／モンキークラブロディ（2025年11月発売予定）
47. ガンダムザガン（2025年12月発売予定）

HG IRON-BLOODED ARMS (HG IBA) 1/144
1. MSオプションセット1 & CGSモビルワーカー（2015年10月）
2. MSオプションセット2 & CGSモビルワーカー（宇宙用）（2015年11月）
3. MSオプションセット3 & ギャラルホルン モビルワーカー（2016年1月）
4. MSオプションセット4 & ユニオンモビルワーカー（2016年2月）
5. MSオプションセット5 & 鉄華団モビルワーカー（2016年10月）
6. MSオプションセット6 & HDモビルワーカー（2016年11月）
7. MSオプションセット7（2016年12月）
8. MSオプションセット8 & SAUモビルワーカー（2017年2月）
9. MSオプションセット9（2017年3月）

1/100
1. ガンダムバルバトス（2015年11月）
2. グレイズ（一般機/指揮官機）（2015年12月）
3. シュヴァルベグレイズ（マクギリス機）（2016年1月）
4. ガンダムグシオン/ガンダムグシオンリベイク（2016年2月）
5. ガンダムバルバトス 第6形態（2016年3月）
6. ガンダムキマリス（ブースター装備）（2016年3月）
7. グリムゲルデ（2016年4月）
8. グレイズ改（2016年6月）
9. ガンダムキマリストルーパー（2016年7月）

1/100 ハイレゾリューションモデル (HiRM)
1/100 フルメカニクス
キャラスタンドプレート
フィギュアライズバスト
限定モデル
- HG ガンダムバルバトス 滑空砲装備 クリアカラーVer.（2015年11月）
ガンプラEXPO ワールドツアージャパン 2015、他イベントにて販売。
- HG ガンダムバルバトス ゴールドメッキVer.（2016年）
「GUNDAM.INFO NEW YEAR CAMPAIGN 2016」当選品、及び鉄血のガンプラコンテスト当選品。
- HG ガンダムバルバトス 第6形態 クリアカラーVer.（2016年7月）
イベントなどで販売。
- HG グレイズアイン アイアンブラッドコーティングVer.（2016年8月）
「C3TOKYO2016」、他イベントにて販売。
- HG 1/144 鉄血のオルフェンズ月鋼 MSオプションセット（2016年10月）
HGガンダムアスタロト用210mm対物ライフル、HGシリーズシリーズ汎用パイルバンカーシールド、他のセット。ガンダムエース2016年12月号増刊ガンプラエース付録。
- HG ガンダムバルバトス 第6形態 アイアンブラッドコーティングVer.（2016年10月）
「ガンプラ×鉄血のオルフェンズ展」、他イベントにて販売。
- HG ガンダムバルバトス「ゴールドインジェクションカラー」（2016年11月）
セブン-イレブン限定販売。
- HG ガンダムアスタロト アックス&チョッパー装備 クリアカラーVer.（2016年11月）
- HG ガンダムバルバトスルプス 200mm砲装備 クリアカラーVer.（2016年11月）
以上2点、「ガンプラEXPO ワールドツアージャパン 2016 WINTER」、他イベントにて販売。
- 1/100 フルメカニクス ガンダムバルバトス用 ソードメイス ガンメタVer.（2016年11月）
「ガンプラEXPO ワールドツアージャパン 2016 WINTER」入場特典。
- 鉄血のオルフェンズ HG ディスプレイスタンド（2016年11月）
  - クリアブラック
  - クリア
  - クリアブルー
  - クリアブラウン

以上4点、「鉄血のオルフェンズ HG ディスプレイスタンドキャンペーン」景品。
- 1/100 フルメカニクス ガンダムバルバトスルプス クリアカラーVer.（2017年2月）
「C3 in Hong Kong 2017」、他イベントにて販売。
- HG ガンダムバルバトス [メタリックグロスインジェクション]（2017年8月）
ガンダムベース限定。
- HG 1/144 ガンダムバルバトスルプスレクス [クリアカラー]（2017年8月）
ガンダムベース東京、他イベントにて販売。
- HG ガンダムキマリスヴィダール [クリアカラー]（2017年9月）
「第57回 全日本模型ホビーショー」にて販売。
- HG ガンダムバエル [クリアカラー]（2017年12月）
ガンダムベース東京、他イベントにて販売。
- HG ガンダムバルバトスルプス [アイアンブラッドコーティング]（2018年6月）
「THE GUNDAM BASE TOKYO POP-UP in MATSUMOTO」、他イベントにて販売。
- HG ガンダムアスタロトリナシメント [アイアンブラッドコーティング]（2018年7月）
「THE GUNDAM BASE TOKYO POP-UP in NAGOYA」、他イベントにて販売。
- ガンダムバルバトスルプスレクス[アイアンブラッドコーティング]（2020年6月）
ガンダムベース、他イベントにて販売。
- ガンプラ40周年 Jリーグコラボレーション
各Jリーグクラブ、全国スポーツグッズショップ等で販売。
  - ガンダムバルバトス 横浜FCVer.（2020年4月）
  - ガンダムバルバトス ジュビロ磐田Ver.（2020年4月）
  - ガンダムバルバトス ガンバ大阪Ver.（2020年4月）
  - ガンダムバルバトス ヴィッセル神戸Ver.（2020年4月）

限定モデル（プレミアムバンダイ限定販売）
- HG グレイズ（アーレス所属機 一般機/指揮官機）（2016年2月）
- HG シュヴァルベグレイズ（ガエリオ機）（2016年2月）
- 1/100 シュヴァルベグレイズ（ガエリオ機）（2016年4月）
- HG ガンダムバルバトス コンプリートセット（2016年7月）
- HG イオフレーム獅電改（流星号）（2016年12月）
- HG ユーゴー ツインセット（2017年1月）
- HG グレイズリッター（マクギリス機）（2017年2月）
- HG モビルレギンレイズ（イオク機）（2017年3月）
- HG ガンダムフラウロス（厄祭戦時）（2017年4月）
- HG モビルレギンレイズ（一般機）（2017年5月）
- HG プルーマ クリュセ侵攻セット（2017年6月）
- HG イオフレーム獅電改（オルガ機）（2017年7月）
- HG イオフレーム獅電改（ライド機）（2017年7月）
- HG 鉄華団コンプリートセット（2017年8月）
- HG グレイズ（地上戦仕様）ツインセット（2017年11月）
- HG ゲイレールシャルフリヒター&ランドマンロディ セット（2017年12月）
- HG ギャラルホルン アリアンロッド艦隊 コンプリート セット（2018年2月）
- HG グレイズシルト&グレイズ（アリアンロッド所属機）セット（2018年4月）
- HG イオフレーム獅電（テイワズ所属機）（2018年6月）
- HG グレイズリッター（カルタ隊所属機）（2018年9月）
- HG グレイズリッター（マクギリス隊所属機）（2018年9月）

その他
- SDガンダムシリーズは、SDガンダム BB戦士を参照

### ガンダムブレイカー バトローグ
HG GUNDAM BREAKER BATTLOGUE
一般流通品
1. HG 1/144 ガンダムヘリオス（2021年11月）
2. HG 1/144 ガンダムリヴランスヘブン（2021年11月）
3. HG 1/144 ガンダムパーフェクトストライクフリーダム（2021年12月）
4. HG 1/144 ブレイジングガンダム（2021年12月）
5. HG 1/144 ガンダムダブルオーコマンドクアンタ（2022年1月）
6. HG 1/144 ガンダムバルバタウロス（2022年1月）

プレミアムバンダイ限定(ホビーオンラインショップ)
- HG 1/144 陸戦型ガンダム（市街地戦仕様）（2022年2月）
- HG 1/144 グフクリムゾンカスタム（2022年2月）
- HG 1/144 ガンダムアストレイレッドフレームインバージョン（2022年2月）
- HG 1/144 ウイングガンダムスカイゼロ（2022年2月）

イベント限定
- HG 1/144 ガンダムヘリオス[クリアカラー]（2022年2月）

ENTRY GRADE

### 機動戦士ガンダム ククルス・ドアンの島
「機動戦士ガンダム MSD」を含む。
一般流通品
- HG 1/144 ガンキャノン（ククルス・ドアンの島版）（2023年5月）
- HG 1/144 ジム (ショルダー・キャノン装備/ミサイルポッド装備)（2023年11月）
  - 機動戦士ガンダム MSD名義

限定モデル（プレミアムバンダイ限定販売）
- HG 1/144 RX-78-02 ガンダム（ククルス・ドアンの島版）（2022年7月）
- HG 1/144 ドアン専用ザク（2022年7月）
- HG 1/144 ジム (スレッガー搭乗機)（2022年11月）
- HG 1/144 高機動型ザク 地上用 (エグバ機)（2023年4月）
- HG 1/144 ジム (モロッコ戦線仕様)（2023年7月）
- HG 1/144 高機動型ザク 地上用 (ウォルド機)（2023年8月）
- HG 1/144 高機動型ザク 地上用 (セルマ機)（2023年8月）
- HG 1/144 高機動型ザク 地上用 (ダナン機)（2024年3月）
- HG 1/144 高機動型ザク 地上用 (サンホ機)（2024年3月）
- HG 1/144 シャア専用高機動型ザクII（2025年3月）

### 機動戦士ガンダム 水星の魔女
「機動戦士ガンダム 水星の魔女 ヴァナディースハート」を含む。
HG THE WITCH FROM MERCURY
一般流通品
1. HG 1/144 ガンダムルブリス（2022年8月）
2. HG 1/144 ベギルベウ（2022年8月）
3. HG 1/144 ガンダムエアリアル（2022年10月）
4. HG 1/144 ディランザ (グエル専用機)（2022年10月）
5. HG 1/144 ディランザ (一般機/ラウダ専用機)（2022年11月）
6. HG 1/144 デミトレーナー  (チュチュ専用機)（2022年11月）
7. HG 1/144 ガンダムファラクト（2022年12月）
8. HG 1/144 ダリルバルデ（2022年12月）
9. HG 1/144 デミトレーナー（2022年12月）
10. HG 1/144 デミトレーナー用拡張パーツセット（2022年12月）
11. HG 1/144 ミカエリス（2023年1月）
12. HG 1/144 ベギルペンデ（2023年1月）
13. HG 1/144 ミラソウル社製フライトユニット装備（2023年1月）
14. HG 1/144 ザウォート（2023年2月）
15. HG 1/144 ティックバラン（2023年2月）
16. HG 1/144 ハインドリー（2023年2月）
17. HG 1/144 ガンダムルブリスウル（2023年3月）
18. HG 1/144 ガンダムルブリスソーン（2023年3月）
19. HG 1/144 ガンダムエアリアル(改修型)（2023年3月）
20. HG 1/144 ザウォートヘヴィ（2023年4月）
21. HG 1/144 ディランザソル（2023年4月）
22. HG 1/144 ハインドリーシュトルム（2023年5月）
23. HG 1/144 デミバーディング（2023年6月）
24. HG 1/144 ガンヴォルヴァ（2023年6月）
25. HG 1/144 ガンダムシュバルゼッテ（2023年7月）
26. HG 1/144 ガンダムキャリバーン（2023年7月）

イベント限定
- HG 1/144 ガンダムルブリス [クリアカラー]（2022年10月）
- HG 1/144 ベギルベウ [クリアカラー]（2022年12月）
- HG 1/144 ガンダムエアリアル [クリアカラー]（2023年7月）
- GUNDAM NEXT FUTURE限定 HG 1/144 ガンダムエアリアル [リサーキュレーションカラー/ネオンブルー]（2023年10月）

セブンイレブン限定
- HG 1/144 ガンダムルブリス［リサーキュレーションカラー/ネオンピンク］（2022年11月）[2]

プレミアムバンダイ限定
- HG 1/144 ガンダムエアリアル パーメットスコア・シックス（2023年7月）
- HG 1/144 ガンダムルブリスジウ（2023年7月）[3]
- HG 1/144 デミギャリソン（2023年12月）
- HG 1/144 ガンダムルブリスアノクタ（2023年12月）
- HG 1/144 機動戦士ガンダム 水星の魔女 MS拡張パーツセット1（2024年1月）
- HG 1/144 ガンダムキャリバーン パーメットスコア・ファイブ（2024年3月）
  - HYPER PLAMO Fes.2024で先行販売[4]
- HG 1/144 ガンダムルブリス量産試作モデル（2024年5月）
- HG 1/144 ハイングラ（2024年5月）
- HG 1/144 ガンドノード（2024年6月）
- HG 1/144 ベギルベウトルシュ(ケナンジ小隊所属機/リドリック小隊所属機)（2024年10月）
- HG 1/144 ガンダムナイオン（2025年9月予定）

ガンダムベース限定
- HG 1/144 ガンダムベース限定 ガンダムキャリバーン [クリアカラー]

その他
- HG 1/144 デミトレーナー YOASOBIコラボVer.（2022年11月）[5]
  - YOASOBIのCDシングル「祝福」完全生産限定盤に付属する
- HG 1/144 ガンダムエアリアル ソリッドクリア（2023年9月）
  - 一番くじ 機動戦士ガンダム ガンプラ 2023 C賞
- HG 1/144 ガンダムルブリス ソリッドクリア（2023年9月）
  - 一番くじ 機動戦士ガンダム ガンプラ 2023 D賞
- HG 1/144 ガンダムシュバルゼッテ[リサーキュレーションカラー/ネオンパープル]（2024年3月）[6]
  - HYPER PLAMO Fes.2024限定商品

FULL MECHANICS（フルメカニクス）
Figure-rise Standard
ガンプラパッケージアート
- ガンプラパッケージアート アクリルスタンド スレッタ・マーキュリー（2023年6月）
- ガンプラパッケージアート アクリルスタンド ミオリネ・レンブラン（2023年6月）
- ガンプラパッケージアート アクリルボールチェーン スレッタ・マーキュリー（2023年6月）
- ガンプラパッケージアート アクリルボールチェーン ミオリネ・レンブラン（2023年6月）
- ガンプラパッケージアート アクリルボールチェーン ガンダムエアリアル（2023年6月）
- ガンプラパッケージアート アクリルボールチェーン ガンダムエアリアル (改修型)（2023年6月）

展示スタンド
- 水星の魔女 ウェポンディスプレイベース（2023年1月）
  - HGおよびFULL MECHANICS製品に対応

### ガンダムビルドメタバース
HG GUNDAM BUILD METAVERSE
一般流通品
- HG 1/144 神バーニングガンダム（2023年11月）
- HG 1/144 ガンダムダブルオーダイバーアーク（2023年12月）
- HG 1/144 プルタインガンダム（2023年12月）
- HG 1/144 ティフォエウスガンダム・キメラ（2023年12月）
- HG 1/144 ガンダムパーフェクトストライクフリーダムルージュ（2024年1月）
- HG 1/144 ベアッガイオハナ & アロハロ セット（2024年2月）
- HG 1/144 ガンダムダブルオーコマンドクアンタ・デザートタイプ（2024年7月）
- HG 1/144 ガンダムアメイジングバルバトスルプス（2024年7月）

その他
- HG 1/144 ガンダムアメイジングバルバトスルプス[メタリック]（2024年3月）
  - LINKL PLANETのCDシングル「Days of Birth」ガンプラ付き限定盤に付属する[7]

ENTRY GRADE（エントリーグレード）
SDガンダム クロスシルエット
Figure-rise Standard

### 機動戦士ガンダム 復讐のレクイエム
HG
一般流通品
プレミアムバンダイ限定
- HG 1/144 ザクII F型 ルショーン機＆無識別型ザクII ルショーン機 (復讐のレクイエム)（2025年1月）
- HG 1/144 ザクII F型 チャブス機＆ケイル機＋無識別型ザクII ソラリ機再現パーツセット(復讐のレクイエム)（2025年2月）

### 機動戦士Gundam GQuuuuuuX
HG Mobile Suit Gundam GQuuuuuuX
一般流通品
- HG 1/144 GQuuuuuuX（2025年1月）
- HG 1/144 軍警ザク（2025年4月）
- HG 1/144 ゲルググ スガイ機(GQ)（2025年5月）
- HG 1/144 赤いガンダム（2025年5月）
- HG 1/144 ゲルググ ボカタ機(GQ)（2025年6月）
- HG 1/144 軽キャノン（2025年7月）
- HG 1/144 エグザベ専用ギャン(ハクジ装備)（2025年7月）
- HG 1/144 GFreD（2025年8月発売予定）
- HG 1/144 リック・ドム ガイア機/オルテガ機(GQ)（2025年9月発売予定）
- HG 1/144 ザク(GQ)（2025年11月発売予定）
- HG 1/144 シャア専用ザク(GQ)（2025年12月発売予定）
- HG 1/144 白いガンダム（2025年12月発売予定）

プレミアムバンダイ限定
- HG 1/144 セイラ専用軽キャノン（2025年10月予定）

Figure-rise Standard

### 機動戦士ガンダムエイト
プレミアムバンダイ限定
- HG 1/144 ガンダムジリウス（2025年7月）

## グレード別、他
作品の枠を超えたシリーズ。

### ハイグレード (HG)
Hi-Grade、HIGH GRADE

#### HG
1/144
- RX-78 ガンダム（1990年3月）機動戦士ガンダム - 絶版（最終生産版あり）
- MSZ-006 ゼータガンダム（1990年5月）機動戦士Ζガンダム
- RX-178 ガンダムマークII（1990年7月）機動戦士Ζガンダム
- MSZ-010 ダブルゼータガンダム（1991年7月）機動戦士ガンダムΖΖ
- ガンダム G40(Industrial Design Ver.)（2019年12月）
- RX-78-2 ガンダム [BEYOND GLOBAL]（2020年6月）

限定モデル
- MSZ-006 ゼータガンダム メッキVer.（時期不明）
白箱。金メッキ。
- ガンダム [BEYOND GLOBAL]夜光限定版（2020年）
「高達模型40週年紀念大抽獎」第二賞。
- ガンダム BEYOND GLOBAL [クリアカラー]（2020年9月）
イベント限定品。
- ガンダム G40(Industrial Design Ver.)[クリアカラー]（2020年11月）
ガンプラEXPO限定。
- RX-78-3 G-3ガンダム [BEYOND GLOBAL]（2020年11月）
イベント限定品。
- RX-78-2 ガンダム [BEYOND GLOBAL][ガンダムベースカラー]（2021年3月）
ガンダムベース限定。

#### HGメカニクス
HG MECHANICS
1/550
1. RX-78GP03 ガンダムGP03デンドロビウム（2001年7月）機動戦士ガンダム0083
2. AMX-002 ノイエ・ジール（2002年1月）機動戦士ガンダム0083
3. MA-06 ヴァル・ヴァロ（2002年6月）機動戦士ガンダム0083

#### HG Ver.G30th
「HG 1/144」を含む。
1/144
- RX-78-2 ガンダム（バージョン ジーサーティース）（2009年7月）機動戦士ガンダム - 初回生産分特典付き。期間限定生産
- ガンプラスターターセット vol.2 ガンダム+ガンダムマーカー（2011年3月） - GSIクレオス社製ガンダムマーカー（スミ入れペン）が1本同梱

限定モデル
- RX-78-2 ガンダム（バージョンジーサーティース）グリーントウキョウ ガンダムプロジェクト（2009年7月）機動戦士ガンダム
お台場潮風公園内太陽の広場で限定販売。
- HG RX-78-2「ガンダム」（バージョンジーサーティース）& EX ガンダムトレーラー フルカラーメッキバージョン（2009年8月）機動戦士ガンダム
ガンダムビッグエキスポにて限定販売。
- RX-78-2 ガンダム（バージョンジーサーティース）セブン-イレブン カラー（2009年11月）機動戦士ガンダム
セブン-イレブン限定販売。
- RX-78-2 ガンダム（バージョンジーサーティース）クリアカラーバージョン（2009年12月）機動戦士ガンダム
ガンプラEXPOin大阪、他イベントにて販売。
- 機動戦士ガンダム30th ガンプラプレミアムBOX[1]（2010年1月）
プレミアムバンダイ限定販売。ラメ入りクリアHGガンダムVer.G30th他、計12機セット。
- RX-78-2 ガンダム（バージョンジーサーティース）プレミアムゴールドバージョン（2010年1月）機動戦士ガンダム
プレミアムバンダイ限定販売。
- RX-78-2 ガンダム G30th ANA オリジナルカラーVer.（2010年7月）機動戦士ガンダム
ANA限定販売。
- RX-78-2 ガンダム（バージョンジーサーティース リアルグレード1/1 ガンダムプロジェクト）（2010年7月）機動戦士ガンダム
「模型の世界首都 静岡ホビーフェア」限定販売。
- RX-78-3 G-3ガンダム（バージョンジーサーティース）（2010年8月）機動戦士ガンダム
ガンダムスーパーエキスポ東京2010にて限定販売。
- RX-78-2 ガンダム Ver.G30th B印 YOSHIDA×PORTER×GUNPLA SPECIAL PACKAGE Ver.（2010年11月）機動戦士ガンダム
「B印 YOSHIDA×PORTER×GUNPLA SPECIAL PACKAGE」同梱品。ホビーバッグとガンプラのセット。
- RX-78-2 ガンダム Ver.G30th 三井住友VISAカードVer.（2011年3月）機動戦士ガンダム
三井住友カード「ガンダムVISAカード」入会先着特典。
- RX-78-2 ガンダム（バージョンジーサーティース）セブン-イレブン カラーVer.1.5（2011年9月）機動戦士ガンダム
セブン-イレブン限定販売。
- RX-78-2 ガンダム セブン-イレブン オリジナルクリアカラー Ver.1.5（2011年）機動戦士ガンダム
「HG 1/144 セブン-イレブン オリジナルクリアカラー6体セット」同梱品。HGガンダムVer.G30thとHGUCのガンキャノン、ガンタンク、シャア専用ザク、シャア専用ズゴック、シャア専用ゲルググのクリアカラーのセット。『セブン-イレブン 機動戦士ガンダムAGE放映記念 ガンダムキャンペーン』当選品。
- RX-78-2 ガンダム（バージョン ジーエフティー）（2012年4月）機動戦士ガンダム
ガンダムフロント東京限定販売。
- RX-78-2 ガンダム（バージョン ジーエフティー） セブン-イレブン カラー（2012年4月）機動戦士ガンダム
セブン-イレブン限定販売。
- RX-78-2 ガンダム G30th SANKYO ORIGINAL Ver.（2013年2月）機動戦士ガンダム
非売品。
- RX-78-2 ガンダム Ver.G30th 電撃ホビーマガジン クリアブルーVer.（2013年）機動戦士ガンダム
電撃ガンプラ王2013一次審査通過賞品。
- RX-78-2 ガンダム Ver.G30th SMOKE BLACK CLEAR Ver.（2013年）機動戦士ガンダム
ガンプラビルダーズワールドカップ2013、ホビーサイトエントリー1次予選通過者及びプロショップエントリー店頭コンテスト1位獲得者副賞。
- RX-78-2 ガンダム Ver.G30th ホビージャパン クリアレッドVer.（2013年）機動戦士ガンダム
第16回全日本オラザク選手権一次審査通過者賞品。
- RX-78-2 ガンダム THE ART OF GUNDAM OSAKA メタリックエディション（2014年7月）機動戦士ガンダム
機動戦士ガンダム展大阪会場限定販売。
- RX-78-2 ガンダム Ver.G30th CLEAR BLUE Ver.（2014年）機動戦士ガンダム
電撃ガンプラ王2014一次審査通過賞品。
- RX-78-2 ガンダム Ver.G30th SMOKE BLACK CLEAR Ver.（2014年）機動戦士ガンダム
ガンプラビルダーズワールドカップ2014、公式ホームページエントリー1次審査通過者及びプロショップエントリー店舗コンテスト１位獲得者副賞。
- RX-78-2 ガンダム Ver.G30th CLEAR RED Ver.（2014年）機動戦士ガンダム
第17回 全日本オラザク選手権 一次審査通過記念品。
- RX-78-2 ガンダム ゴールドインジェクションカラー（2014年10月）機動戦士ガンダム
セブン-イレブン限定販売。
- RX-78-2 GUNDAM Ver. SG50（2015年6月）機動戦士ガンダム
「GUNDAM DOCKS AT SINGAPORE」限定販売。

#### HG その他
- 機動戦士Vガンダム HG、HG-Exは、#機動戦士Vガンダムを参照
- 機動武闘伝Gガンダム HG、HG-Exは、#機動武闘伝Gガンダムを参照
- 新機動戦記ガンダムW HGは、#新機動戦記ガンダムWを参照
- 機動新世紀ガンダムX HGは、#機動新世紀ガンダムXを参照
- 機動戦士ガンダム 第08MS小隊 HGは、#機動戦士ガンダム 第08MS小隊を参照
- 新機動戦記ガンダムW Endless Waltz HG、HG FIGHTING ACTIONは、#新機動戦記ガンダムW Endless Waltzを参照
- 新機動戦記ガンダムW デュアルストーリー ジーユニット HGは、#新機動戦記ガンダムW デュアルストーリー ジーユニットを参照
- HG UNIVERSAL CENTURY、HG U.C. HARD GRAPH、HG AFTER WAR、HG FUTURE CENTURY、HG AFTER COLONY、HG COSMIC ERA、HG CORRECT CENTURYは、ハイグレード・ユニバーサルセンチュリーを参照
- HG G-SAVIOURは、#G-SAVIOURを参照
- HG GUNDAM SEEDは、SEED HGを参照
- HG GUNDAM 00は、#機動戦士ガンダム00を参照
- HG GUNPLA BUILDERSは、#模型戦士ガンプラビルダーズ ビギニングGを参照
- 機動戦士ガンダム エクストリームバーサス HGは、ハイグレード・ユニバーサルセンチュリーを参照
- HG GUNDAM AGEは、#機動戦士ガンダムAGEを参照
- HG BUILD FIGHTERS、HG BUILD CUSTOM、HG PETIT'GGUY、HG BUILD DIVERSは、#ガンダムビルドシリーズを参照
- HG ウェポン&ジョイントパーツは、#オプション限定モデルを参照
- HG GUNDAM THUNDERBOLTは、#機動戦士ガンダム サンダーボルトを参照
- HG Reconguista in Gは、#ガンダム Gのレコンギスタを参照
- HG GUNDAM THE ORIGINは、#機動戦士ガンダム THE ORIGINを参照
- HG IRON-BLOODED ORPHANS、HG IRON-BLOODED ARMSは、#機動戦士ガンダム 鉄血のオルフェンズを参照

### マスターグレード (MG)
MASTER GRADE

### リミテッドモデル (LM)
LIMITED MODEL
- 004. 1/144 RB-79K 戦闘ポッド ボール（1996年8月）機動戦士ガンダム 第08MS小隊
- 006. 1/144 DT-6800 ドートレスカスタム（1996年8月）機動新世紀ガンダムX
- 009. 1/144 RMS-006 ジェニスカスタム（1996年8月）機動新世紀ガンダムX
- 015. 1/144 OZ-06MS リーオーカスタム（1996年11月）新機動戦記ガンダムW
- 017. 1/144 モビルスーツキャリアータイプ戦闘機ジーファルコン（1996年12月）機動新世紀ガンダムX
- 021. 1/144 OZ-12SMS トーラスカスタム（1997年1月）新機動戦記ガンダムW

限定モデル
- 戦闘ポッド ボール SPECIAL VERSION（1996年8月）
劇場版 機動戦士ガンダム マスターグレードボックス コトブキヤオリジナル特典。

### パーフェクトグレード (PG)
PERFECT GRADE

### ファーストグレード (FG)
FIRST GRADE
1/144
1. RX-78-2 ガンダム（1999年7月）機動戦士ガンダム
2. MS-06S シャア専用ザク（1999年11月）機動戦士ガンダム
3. MS-06F 量産型ザク（2000年5月）機動戦士ガンダム

限定モデル FG
- RX-78-2 ガンダム クリアスモークver.（時期不明）機動戦士ガンダム
コンテスト限定。
- RX-78-2 ガンダム クリアレッドヴァージョン（時期不明）機動戦士ガンダム
モデラーズカップ賞品。
- MS-06S シャア専用ザク クリアレッドヴァージョン（時期不明）機動戦士ガンダム
モデラーズカップ賞品。
- MS-06F 量産型ザク クリアヴァージョン（時期不明）機動戦士ガンダム
モデラーズカップ賞品。
- RX-78-2 ガンダム MILLENNIUM 2000 EDITION（時期不明）機動戦士ガンダム
スモークグレー。Commemorative for Asian Gundam Fans。
- MS-06S シャア専用ザク MILLENNIUM 2000 EDITION（時期不明）機動戦士ガンダム
クリアーレッド。Commemorative for Asian Gundam Fans。
- RX-78-2 ガンダム クリアバージョン（1999年8月）機動戦士ガンダム
電撃ガンプラ王決定戦1999参加賞。
- RX-78-2 ガンダム ゴールドver.（2000年）機動戦士ガンダム
- RX-78-2 ガンダム レッドメタルver.（2000年）機動戦士ガンダム
以上2点、キャラクタープラモデルコンテスト賞品。
- RX-78-2 ガンダム コーティングバージョン（2000年）機動戦士ガンダム
電撃ホビーマガジン創刊1周年記念、誌上限定販売品。
- MS-06S シャア専用ザク コーティングバージョン（2001年）機動戦士ガンダム
電撃ホビーマガジン創刊2周年記念、誌上限定販売品。
- MS-06 ザクII スペシャルクリアーバージョン（2001年）機動戦士ガンダム
クリアグリーン。第4回オラザク選手権参加賞。
- バンダイホビーセンター来場記念キット（2006年）機動戦士ガンダム
非売品。FGガンダムかシャア専用ザクのどちらか1体入り。ガンプラの生産時にでるプラスチックをリサイクルして生産されたもの。
- ファーストグレード3体セット 限定クリアメタリックバージョン（2006年8月）機動戦士ガンダム
バンダイミュージアム限定販売。
- ポッキー＜ガンプラ＞パック RX-78-2 ガンダム（2006年12月）機動戦士ガンダム
- ポッキー＜ガンプラ＞パック MS-06S ザクII（2006年12月）機動戦士ガンダム
- ポッキー＜ガンプラ＞パック MS-06F ザクII（2006年12月）機動戦士ガンダム
以上3点、ポッキーとセット販売。ポッキー用ハンドパーツとマーキングシール付き。
- RX-78-2 ガンダム 限定クリアバージョン（2007年3月）機動戦士ガンダム
ガンダム無双亞洲版限定記念品。
- RX-78-2 ガンダム ヤマサオリジナルバージョン（2007年）機動戦士ガンダム
- MS-06S シャア専用ザク ヤマサオリジナルバージョン（2007年）機動戦士ガンダム
- MS-06F ザクII ヤマサオリジナルバージョン（2007年）機動戦士ガンダム
以上3点、パチスロコラボホール専用景品。
- エコプラ RX-78-2 ガンダム（2008年8月）機動戦士ガンダム
キャラホビ2008にて配布。
- エコプラ RX-78-2 ガンダム（2008年10月）機動戦士ガンダム
第48回全日本模型ホビーショーにて配布。
- MS-06S シャア専用ザク 限定クリアバージョン（2008年12月）機動戦士ガンダム
ガンダム無双2亞洲版限定記念品。
- RX-78-2 ガンダム ゴールドバージョン（2009年）機動戦士ガンダム
機動戦士ガンダム30周年記念企画、ニュータイプ誌上限定販売。
- FG-01 RX-78-2 ガンダム JR東日本 E235系Ver.（2018年1月）機動戦士ガンダム
「JR東日本 機動戦士ガンダムスタンプラリー 行きまーす!」全駅制覇賞品。

その他
機動戦士ガンダム00 FGは、#機動戦士ガンダム00を参照

### EXモデル
EX MODEL
- 01. 1/144 ガンダムトレーラー（2001年7月）機動戦士ガンダム
- 02. 1/144 ドダイツー（2001年8月）機動戦士ガンダム 第08MS小隊
- 04. 1/100,1/144 ドップ ファイター（2001年12月）機動戦士ガンダム
- 05. 1/144 Sガンダムアタッカー（2002年1月）ガンダムセンチネル
- 07. 1/144 ジェットコアブースター（2002年3月）機動戦士ガンダム 第08MS小隊
- 08. 1/144 ガルマドップ（2002年5月）機動戦士ガンダム
- 09. 1/144 ガンペリー（2002年6月）機動戦士ガンダム
- 12. 1/144 ジオン軍メカセット（ルッグン&シーランス）（2003年1月）機動戦士ガンダム
- 15. 1/144 ガンダムシード メカセット1（メビウス<ゼロ>&スカイグラスパー）（2003年7月） 機動戦士ガンダムSEED
- 16. 1/1700 モビルシップ アルビオン（2003年9月）機動戦士ガンダム0083
- 18. 1/1700 モビルシップ アーガマ（2004年1月）機動戦士Ζガンダム
- 19. 1/1700 アークエンジェル（2004年9月）機動戦士ガンダムSEED
- 20. 1/1700 ムサイ級軽巡洋艦（2004年12月）機動戦士ガンダム
- 21. 1/1700 FFMH-Y101 エターナル（2005年2月）機動戦士ガンダムSEED
- 22. 1/144 モビルアーマーエグザス（2005年6月）機動戦士ガンダムSEED DESTINY
- 23. 1/1700 サラミス&マゼラン（2005年8月）機動戦士ガンダム
- 26. 1/1700 LHM-BB01 ミネルバ（2005年11月）機動戦士ガンダムSEED DESTINY
- 28. 1/144 マゼラ・アタック（2006年3月）機動戦士ガンダム
- 29. 1/144 サムソン・トレーラー（2006年5月）機動戦士ガンダム
- 30. 1/1700 ラビアンローズ（2006年9月）機動戦士Ζガンダム
- 31. 1/1700 ホワイトベース（2006年11月）機動戦士ガンダム
- 34. 1/144 YMT-05 ヒルドルブ（2007年3月）機動戦士ガンダム MS IGLOO 1年戦争秘録
- 35. 1/144 MP-02A 駆逐モビルポッド オッゴ（2007年4月）機動戦士ガンダム MS IGLOO黙示録0079

リミテッドエディション
- 1/1700 アークエンジェル（コーティングバージョン）（2005年9月）機動戦士ガンダムSEED
- 1/1700 FFMH-Y101 エターナル（コーティングバージョン）（2005年9月）機動戦士ガンダムSEED
- 1/1700 モビルシップ アルビオン（コーティングカラーバージョン）（2006年3月）機動戦士ガンダム0083
- 1/1700 モビルシップ アーガマ（コーティングカラーバージョン）（2006年3月）機動戦士Ζガンダム

限定モデル
- 1/100,1/144 ドップ ファイター（制空迷彩バージョン）（2005年8月）機動戦士ガンダム
キャラホビ2005にて限定販売。
- ガンダム 大地に立つ セット（エクストラフィニッシュバージョン）（2005年8月）機動戦士ガンダム
HGUCガンダムとEXガンダムトレーラーのセット。キャラホビ2005にて限定販売。
- HG RX-78-2「ガンダム」（バージョンジーサーティース）& EX ガンダムトレーラー フルカラーメッキバージョン（2009年8月）機動戦士ガンダム
ガンダムビッグエキスポにて限定販売。
- ガンペリー セブン-イレブンカラー（2009年11月）機動戦士ガンダム
セブン-イレブン限定販売。

### ハイパーハイブリッドモデル (HY2M)
HYPER HYBRID MODEL
1/12
- MS-06S ザクII（2001年12月）機動戦士ガンダム
シャア専用ザク
- ザクII武器セット ヒートホーク&ザクマシンガン（2002年4月）機動戦士ガンダム
- ザクII武器セット ザクバズーカ（2002年6月）機動戦士ガンダム
- MS-06S ザクII 2005リアルカラーバージョン（2005年12月） - シャア専用ザク。
- RX-78-2 ガンダム（2006年12月）機動戦士ガンダム

その他 1/12
- エアショックバトル 1/12 ビームサーベル（2008年9月）
ガンダムに装着可。

限定モデル 1/12
- MS-06F ザクII C3 EXTRA VERSION（2001年8月）機動戦士ガンダム
C3プレ 限定モデル。
- MS-06S ザクII スペシャルコーティングバージョン（2001年）機動戦士ガンダム
シャア専用ザク。東京天使限定販売。
- ザク・マシンガン（限定ミディアムブルーVer.）（2007年）機動戦士ガンダム
ガンプラコレクションキャンペーン景品。
- MS-06J ザクII（MMJ COLOR VERSION）（2008年3月）機動戦士ガンダム
マスターマインドジャパンバージョン。Yahoo! JAPAN限定販売。
- MS-06J ザクII 2008リアルカラーバージョン（2008年4月）機動戦士ガンダム
Yahoo! JAPAN限定商品。
- RX-78-2 ガンダム アニメーションカラーバージョン（2010年10月）機動戦士ガンダム
プレミアムバンダイ限定販売。HY2M 1/12 RX-78-2 ガンダム 最終生産版。
- RX-78-2 ガンダム MMJ Color Ver.（2015年3月）機動戦士ガンダム
マスターマインドジャパンバージョン。STRICT-G限定販売。
- MS-06S ZAKUII mastermind JAPAN Ver.（2018年6月）機動戦士ガンダム
プレミアムバンダイにて抽選販売。

1/24
- RX-78-2 ガンダム（2002年8月）機動戦士ガンダム - 初回生産分特典付き

限定モデル 1/24
- ガンダム ガンメタコーティングバージョン（2002年）機動戦士ガンダム
ガンダムオフィシャルカード、キャンペーン当選品。
- G3ガンダムコーティングバージョン（2004年）機動戦士ガンダムMSV
ララビットマーケット限定販売。
- ガンダム シャア専用カラー（2004年）機動戦士ガンダム
ガンダムオフィシャルカード、キャンペーン当選品。
- ガンダム スペシャルゴールドメッキバージョン（2005年）機動戦士ガンダム
ガンダムオフィシャルカード、キャンペーン当選品。

1/60 グロリアスシリーズ
HYPER HYBRID MODEL GLORIOUS SERIES
- MS-09R リック・ドム（2003年3月）機動戦士ガンダム
- MS-09RS シャア専用リック・ドム（2003年3月）機動戦士ガンダム
- MS-07B グフ（2003年8月）機動戦士ガンダム
- MS-09RS シャア専用リック・ドム エクストラフィニッシュバージョン（2007年3月）機動戦士ガンダム

限定モデル 1/60
- MS-09R リック・ドム エクストラフィニッシュバージョン（2003年）機動戦士ガンダム
バンダイミュージアム限定販売。
- MS-09RS シャア専用リック・ドム エクストラフィニッシュバージョン（2003年）機動戦士ガンダム
バンダイミュージアム限定販売。

HY2M-MG

### ガンダムコレクション
GUNDAM COLLECTION
1/400スケール組立キット
- SCV-70 ホワイトベース（2003年8月）機動戦士ガンダム
- ミーティアユニット（2004年2月）機動戦士ガンダムSEED
- クィンマンサ（2005年3月）機動戦士ガンダムΖΖ
- MA-08 ビグ・ザム（2005年8月）機動戦士ガンダム
- SCV-70 ホワイトベース 特別カラーバージョン［最終決戦仕様］（2005年8月）機動戦士ガンダム
- ミーティアユニット（シードデスティニー）（2005年9月）機動戦士ガンダムSEED DESTINY
- ムサイ級軽巡洋艦（2006年2月）機動戦士ガンダム
- NZ-333 α・アジール（2006年8月）機動戦士ガンダム 逆襲のシャア - 初回生産分特典付き
- ガンダム試作3号機vs.ノイエ・ジール［スターダストメモリーファイナルステージ］（2006年11月）機動戦士ガンダム0083 - 初回生産分特典付き
- CBS-70 プトレマイオス（2007年11月）機動戦士ガンダム00 - 初回生産分特典付き

限定モデル 1/400
- ホワイトベース 非売品（2003年）機動戦士ガンダム
1/400 ホワイトベースプレゼントキャンペーン当選品。
- ムサイ級軽巡洋艦（クリアVer.）（2006年）機動戦士ガンダム
- シャア専用ムサイ（クリアVer.）（2006年）機動戦士ガンダム
以上2点、ムサイ（クリアVer）プレゼントキャンペーン当選品。
- アムロ・レイ（2006年）機動戦士ガンダム
- カミーユ・ビダン（2006年）機動戦士Ζガンダム
以上2点、Gコレ4000万個突破キャンペーン当選品。
- シン・アスカ（時期不明）
非売品。

### U.C.ハードグラフ
U.C. HARD GRAPH
1/35
1. ジオン公国軍 機動偵察セット（2006年9月）機動戦士ガンダム
2. ジオン公国軍 ランバ・ラル独立遊撃隊セット（2006年10月）機動戦士ガンダム
3. 地球連邦軍 陸戦MS小隊ブリーフィングセット（2007年1月）機動戦士ガンダム 第08MS小隊
4. 地球連邦軍 対MS特技兵セット（2007年6月）機動戦士ガンダム 第08MS小隊
5. ジオン公国軍 サイクロプス隊セット（2007年11月）機動戦士ガンダム0080
6. 地球連邦軍 61式戦車5型"セモベンテ隊"（2009年1月）機動戦士ガンダム MSイグルー2 重力戦線 - 初回生産分特典付き。
7. 地球連邦軍 多目的軽戦闘機 FF-X7 コア・ファイター（2011年2月）機動戦士ガンダム

限定モデル
- 1/35 地球連邦軍 M72 1/2tトラック ラコタ（2011年7月）機動戦士ガンダム 第08MS小隊
1/1ラコタ&サウロペルタ写真集『鋼鉄の軍馬』付録。
- 1/35 地球連邦軍 多目的軽戦闘機 FF-X7 コア・ファイター（バージョン ジーエフティー）（2012年4月）機動戦士ガンダム
ガンダムフロント東京限定販売。
- 機動戦士ガンダム35周年 1/144 ガンダム& 1/35 シャア専用ザクヘッド（プレミアムVer.）（2014年8月）機動戦士ガンダム
1/35 シャア専用ザクヘッド他のセット。プレミアムバンダイ限定販売。
- 1/35 MS-06R-1A ザクヘッド（黒い三連星カラーVer.）（2014年12月）機動戦士ガンダム
プレミアムバンダイ限定販売。

HG U.C. HARD GRAPH
詳細は「HG U.C. HARD GRAPH」を参照

### ガンプラコレクション
GUNPLA COLLECTION
ブラインドボックスで販売。スケールは1/288（1/144の1/2）。
- ガンプラコレクションVol.1（2006年10月）
  - ガンダム
  - ガンキャノン
  - ギャン
  - 量産型ザク
  - グフ
  - 武器セット
  - ズゴック
  - アッグガイ
  - マゼラ・アタック
  - 作業用ザク
- ガンプラコレクションVol.2（2006年12月）
  - シャア専用ザク
  - シャア専用ズゴック
  - 旧ザク
  - ゴッグ
  - アッガイ
  - アッグ
  - ゾゴック
  - ジム
  - ボール
  - コアブースター
- ガンプラコレクションDX（2007年3月）
  - シャア専用ゲルググ
  - 量産型ゲルググ
  - リックドム
  - ジュアッグ
  - ゾック
  - ガンタンク
  - ジオング
  - ドダイYS
  - ザクマインレイヤー
  - シャア専用ザク（限定版）

限定モデル
- ガンダム クリアVer.（2007年1月）機動戦士ガンダム
トイザらスキャンペーンプレゼント品。
- シャア専用ザク ピンククリアVer.（2007年3月号）機動戦士ガンダム
ハイパーホビー2007年3月号特別付録。
- グフ GEO特別版（2007年3月）機動戦士ガンダム
- ズゴック GEO特別版（2007年3月）機動戦士ガンダム
- ギャン GEO特別版（2007年3月）機動戦士ガンダム
以上3点、クリアブルー。キャンペーンプレゼント品。
- ガンダム オリジナルホワイトVer.（2009年11月）機動戦士ガンダム
オフホワイト。双葉社「ガンプラの常識 第1次ガンダムブーム編」付録。

### スピードグレードコレクション
SpeedGrade Collection
1/200
1. RX-78-2 ガンダム（2007年9月）機動戦士ガンダム
2. XXXG-01W ウイングガンダム（2007年9月）新機動戦記ガンダムW
3. MSZ-006 ゼータガンダム（2008年3月）機動戦士Ζガンダム
4. GF13-017NJII Gガンダム（2008年3月）機動武闘伝Gガンダム

限定モデル
- 1/200 ANAxガンダム ジェット & RX-78ガンダム（2010年12月）機動戦士ガンダム
ガンダムとガンダムジェットのセット。ANA限定販売。ガンダムジェットはハセガワ製

### メガサイズモデル
MEGA SIZE MODEL
1/48
- RX-78-2 ガンダム（2010年3月）機動戦士ガンダム
- MS-06S シャア専用ザク（2010年12月）機動戦士ガンダム
- MS-06F 量産型ザク（2011年3月）機動戦士ガンダム
- ガンダムAGE-1 ノーマル（2011年12月）機動戦士ガンダムAGE
- ガンダムAGE-2 ノーマル（2012年3月）機動戦士ガンダムAGE
- ユニコーンガンダム（デストロイモード）（2017年8月）機動戦士ガンダムUC

限定モデル 1/48
- ガンダム ANA オリジナルカラーVer.（2010年7月）機動戦士ガンダム
ANA限定販売。
- ガンダム RG1/1ガンダムプロジェクトVer.（2010年9月）機動戦士ガンダム
「模型の世界首都 静岡ホビーフェア」及びプレミアムバンダイ限定販売。
- ガンダム プレミアムゴールドVer.（2011年）機動戦士ガンダム
- ガンダム プレミアムシルバーVer.（2011年）機動戦士ガンダム
以上2点、「エスカップ×ガンダム コレクション Vol.1」キャンペーン当選品。
- RX-78-2 ガンダム エクストラフィニッシュVer.（2011年11月）機動戦士ガンダム
「ガンプラEXPOワールドツアージャパン2011」限定販売。
- ガンダム（バージョン ジーエフティー）（2012年4月）機動戦士ガンダム
ガンダムフロント東京限定販売。
- シャア専用ザク プレミアムコーティング ゴールドバージョン（2012年7月）機動戦士ガンダム
- シャア専用ザク プレミアムコーティング シルバーバージョン（2012年7月）機動戦士ガンダム
以上2点、「エスカップ×ガンダム」キャンペーン第2弾当選品。
- ガンダムAGE-1 ノーマル ゴールドトロフィーVer.（2012年）機動戦士ガンダムAGE
ガンプラビルダーズ選手権コロコロカップ金賞賞品。
- ガンダムAGE-1 ノーマル シルバートロフィーVer.（2012年）機動戦士ガンダムAGE
ガンプラビルダーズ選手権コロコロカップ銀賞賞品。
- ガンダムAGE-1 ノーマル ブロンズトロフィーVer.（2012年）機動戦士ガンダムAGE
ガンプラビルダーズ選手権コロコロカップ銅賞賞品。
- ガンダム ペプシネックスオリジナルカラーver.（2012年11月）機動戦士ガンダム
PEPSI「ガンプラ」プレゼントキャンペーン当選品。
- シャア専用ザク（バージョン ジーエフティー）（2012年12月）機動戦士ガンダム
ガンダムフロント東京限定販売。
- ガンダム カラークリア（2014年7月）機動戦士ガンダム
機動戦士ガンダム展限定販売。
- MS-06S ザクII キヤノン PIXUS カスタム（2014年）機動戦士ガンダム
PIXUS限定 シャア専用ザク ガンプラ プレゼントキャンペーン当選品。
- RX-78-2 ガンダム ［メタリックグロスインジェクション]（2017年9月）機動戦士ガンダム
ガンダムベース限定。
- RX-0 ユニコーンガンダム Ver. TWC（2017年11月）機動戦士ガンダムUC
ガンダムベース限定。
- RX-78-2 ガンダム ソリッドクリアスタンダード（2021年9月）機動戦士ガンダム
一番くじ 機動戦士ガンダム ガンプラ2021 A賞、ダブルチャンスキャンペーン賞品
- RX-78-2 ガンダム ソリッドクリアリバース（2021年9月）機動戦士ガンダム
一番くじ 機動戦士ガンダム ガンプラ2021 ラストワン賞

### リアルグレード (RG)
REAL GRADE

### リボーンワンハンドレッド(RE/100)
REBORN-ONE HUNDRED
1/100
1. MSN-04II ナイチンゲール（2014年9月）機動戦士ガンダム 逆襲のシャア ベルトーチカ・チルドレン
2. MSF-007 ガンダムMk-III（2015年1月）Ζ-MSV
3. GP04G ガンダム試作4号機 ガーベラ（2015年4月）機動戦士ガンダム0083-MSV
4. MSK-008 ディジェ（2015年6月）機動戦士Ζガンダム
5. MS-08TX[EXAM] イフリート改（2016年4月）機動戦士ガンダム外伝 THE BLUE DESTINY
6. AMX-107 バウ（2016年11月）機動戦士ガンダムΖΖ
7. AMX-103 ハンマ・ハンマ（2017年7月）機動戦士ガンダムΖΖ
8. MSA-005K ガンキャノン・ディテクター（2018年2月）機動戦士ガンダムUC
9. XM-07 ビギナ・ギナ（2018年6月）機動戦士ガンダムF91
10. MSN-03 ヤクト・ドーガ（ギュネイ・ガス機）（2018年9月）機動戦士ガンダム 逆襲のシャア
11. LM111E02 ガンイージ（2018年12月）機動戦士Vガンダム
12. XM-07B ビギナ・ギナII（2019年5月）機動戦士ガンダムF91 MSV
13. MS-06FZ ザクII改（2019年7月）機動戦士ガンダム0080

限定モデル
- GP04G ガンダム試作4号機 ガーベラ クリアカラーVer.（2016年8月）
「ガンプラEXPO ワールドツアージャパン 2016 SUMMER」にて販売。
- イフリート改 [クリアカラー]（2017年8月）
ガンダムベース東京、他イベントにて販売。

限定モデル（プレミアムバンダイ限定販売）
- MG 1/100 サザビー Ver.Ka & RE/100 1/100 ナイチンゲール用 拡張ファンネルエフェクトセット（2015年7月）機動戦士ガンダム 逆襲のシャア & 機動戦士ガンダム 逆襲のシャア ベルトーチカ・チルドレン
- MS-08TX/S イフリート・シュナイド（2016年9月）機動戦士ガンダムUC
- AMX-107R リバウ（2017年2月）機動戦士ガンダムUC-MSV
- AMX-107 バウ（量産型）（2017年9月）機動戦士ガンダムΖΖ
- MSA-005K ガンキャノン・ディテクター（Ζ-MSV Ver.）（2018年4月）Ζ-MSV
- MSF-007-8 ガンダムMk-III 8号機（2018年6月）アナハイム・ラボラトリー・ログ
- 89式ベース・ジャバー（2018年10月）機動戦士ガンダム 逆襲のシャア
- XM-07S ビギナ・ギナ（ベラ・ロナ スペシャル）（2018年11月）機動戦士ガンダムF91 MSV
- MSN-03 ヤクト・ドーガ（クェス・エア機）（2019年1月）機動戦士ガンダム 逆襲のシャア
- LM111E03 ガンブラスター（2019年3月）機動戦士Vガンダム
- 89式ベース・ジャバー（ユニコーンVer.）（2019年4月）機動戦士ガンダムUC
- LM111E02 ガンイージ 陸戦タイプ（2019年6月）機動戦士Vガンダム ニューモビルスーツバリエーション
- XM-07G ビギナ・ゼラ（2019年11月）機動戦士ガンダム シルエットフォーミュラ91
- LM111E02 ガンイージ・プロトタイプ（ロールアウトカラー）（2020年1月）機動戦士Vガンダム ニューモビルスーツバリエーション
- ZMT-S12G シャッコー（2020年5月）機動戦士Vガンダム
- LM111E02 ガンイージ陸戦タイプ（ブルーバード隊仕様）（2020年7月）機動戦士Vガンダム ニューモビルスーツバリエーション
- XM-07B ビギナ・ギナII（木星決戦仕様）（2021年4月）機動戦士クロスボーン・ガンダム 鋼鉄の7人
- XM-07S ビギナ・ギナ ［エクストラフィニッシュ］（2021年7月）機動戦士ガンダムF91

### ハイレゾリューションモデル (HiRM)
Hi-Resolution Model
一般販売
- ガンダムバルバトス（2016年3月）機動戦士ガンダム 鉄血のオルフェンズ
- XXXG-00W0 ウイングガンダムゼロ EW（2017年9月）新機動戦記ガンダムW Endless Waltz
- MBF-P02 ガンダムアストレイ レッドフレーム（2018年11月）機動戦士ガンダムSEED ASTRAY
- MBF-P0X ガンダムアストレイ ノワール（2019年6月）機動戦士ガンダムSEED DESTINY ASTRAY B
- GF13-017NJII ゴッドガンダム（2019年10月）機動武闘伝Dガンダム
- MBF-P02 ガンダムアストレイ レッドフレーム パワードレッド（2022年3月）機動戦士ガンダムSEED ASTRAY

限定モデル（プレミアムバンダイ限定販売）
- ガンダムバルバトス第6形態（2017年1月）機動戦士ガンダム 鉄血のオルフェンズ
- XXXG-01W ウイングガンダム EW（2019年2月）新機動戦記ガンダムW Endless Waltz

### FULL MECHANICS[フルメカニクス]
FULL MECHANICS[フルメカニクス]

### フィギュアライズバスト
Figure-rise Bust
ノンスケール
- 001 キラ・ヤマト（2016年6月）機動戦士ガンダムseed
- 002 アスラン・ザラ（2016年6月）機動戦士ガンダムseed
- 003 三日月・オーガス（2016年8月）機動戦士ガンダム 鉄血のオルフェンズ
- 007 刹那・F・セイエイ（2016年9月）機動戦士ガンダム00
- 011 ホシノ・フミナ（2016年12月）ガンダムビルドファイターズトライ
- 012 ラクス・クライン（2017年2月）機動戦士ガンダムseed
- 022 ホシノ・フミナ エンディング Ver.（2017年5月）ガンダムビルドファイターズトライ

### ハロプラ
ハロプラ

### フィギュアライズラボ
Figure-rise LABO
ノンスケール
- ホシノ・フミナ（2018年6月）ガンダムビルドファイターズトライ
- ホシノ・フミナ[The Second Scene]（2018年9月）ガンダムビルドファイターズトライ

### フィギュアライズメカニクス
Figure-rise Mechanics、FRM
ノンスケール
- ハロ（2018年12月）機動戦士ガンダム
- ハロ[ピンク]（2019年12月）機動戦士ガンダムseed

限定モデル（ガンダムベース限定）
- ハロ(LIGHTING UNIT SET)（2019年7月）機動戦士ガンダム

### ENTRY GRADE(エントリーグレード)
ENTRY GRADE(エントリーグレード)

## ディフォルメタイプなどのガンプラ
デフォルメ、または大きくアレンジされたシリーズ。

### ロボチェンマン
- 5. ガンダムフルアーマータイプ（1984年）MSV
- 6. MS-06R ザクII（1984年）機動戦士Ζガンダム
- 15. ガンダムマークII（1985年）機動戦士Ζガンダム
- 16. RMS-106 ハイザック（1985年）機動戦士Ζガンダム
- 18. RMS-099 リック・ディアス（1985年）機動戦士Ζガンダム
- 19. MSZ-006 Ζガンダム（1985年）機動戦士Ζガンダム

### カワルドスーツ
1. ガンダムマークII（1985年）機動戦士Ζガンダム
2. RMS-106 ハイザック（1985年）機動戦士Ζガンダム
3. RMS-099 リック・ディアス（1985年）機動戦士Ζガンダム
4. MSN-00100 百式（1985年）機動戦士Ζガンダム
5. MSZ-006 Ζガンダム（1985年）機動戦士Ζガンダム

### アーマードレディー
- 1. ガンダムマークIIレディー（1985年）機動戦士Ζガンダム
- 3. ゼータガンダムレディー（1985年）機動戦士Ζガンダム

### SDガンダム
SDガンダム BB戦士
SDガンダム ちーびー戦士
SDガンダム 戦国英雄
SDガンダム ガンダムXコレクション
SDガンダム Gジェネレーション
SDガンダムフォース
SDガンダム三国伝 Brave Battle Warriors
SDガンダム エクスタンダード
SDガンダム クロスシルエット
SDガンダムワールド 三国創傑伝
SDガンダムワールド ヒーローズ

### モビルスーツ戦国伝
1. 武者頑駄無（1989年）
2. 武者頑駄無摩亜屈（1989年）
3. 武者仁宇頑駄無（1989年）

### ハイパーレーサー4WD改
1. ガンダムレーサー（1989年）機動戦士ガンダム

### ゲキタマン
1. ガンダム（1998年）機動戦士ガンダム
2. シャアザク（1998年）機動戦士ガンダム
3. ゼータガンダム（1999年）機動戦士Ζガンダム
4. ウイングガンダムゼロカスタム（1999年）機動新世紀ガンダムW
5. ニューガンダム（1999年）機動戦士ガンダム 逆襲のシャア
6. ゴッドガンダム（1999年）機動舞踏伝Gガンダム

限定モデル
- ガンダム（1999年4月）
GUNDAM CONVENTION LIMITED 会場プレゼント。

## オプション

### HY2M-MG
MGシリーズ用LED発光ユニット内蔵カスタムパーツキット。
1/100
1. ガンダムVer.1.5/ガンキャノン/ザクI（2002年1月）
2. シャア専用ザクII/ゲルググ ジョニー・ライデン少佐機/ゼータプラス（2002年5月）
3. 百式/ザクII シン・マツナガ大尉機/リ・ガズィ（2002年6月）
4. ザクII（黒い三連星）/ザクI（黒い三連星）/シャア専用ゲルググ（2002年7月）
5. ΖΖガンダム/ザクI（ラル専用機）/ザクII（ジョニー・ライデン少佐機）（2002年8月）
6. 陸戦ガンダムEZ8/グフカスタム/量産型ゲルググ（2002年9月）
7. ゼータガンダム/ガンダムMk-II（エゥーゴ）/ガンダムMk-II（ティターンズ）（2002年10月）
8. ガンダムGP-01/ガンダムGP-02A/ガンダムGP-03S（2002年11月）
9. ニューガンダム/サザビー/ドム（2002年12月）
10. ガンダムVer.1.5/量産型ザクII/G-3ガンダム（2003年1月）
11. 百式/グフ/キャスバル専用ガンダム（2003年1月）
12. ゼータガンダム/ガンダムGP-02A/ゼータプラスC1（スペシャルコーティングバージョン）（2003年2月）
13. ガンダムGP-01/ガンダムGP-03S/ガンキャノン（スペシャルコーティングバージョン）（2003年2月）
14. キャスバル専用ガンダム/シャア専用ザクII/シャア専用ゲルググ（スペシャルコーティングバージョン）（2003年3月）
15. ニューガンダム/ガンダムMk-II/ΖΖガンダム（スペシャルコーティングバージョン）（2003年3月）

- W01. Gガンダムゴッドフィンガー両手セット（2002年9月）
- W02. シャイニングガンダムシャイニングフィンガー（右手）/Gガンダム石破天驚拳（2002年10月）

限定モデル
- HY2M-MG07 ゴールドトップキャンペーン スペシャルコーティングバージョン（2003年）
- HY2M-MG08 ゴールドトップキャンペーン スペシャルコーティングバージョン（2003年）
- HY2M-MG09 ゴールドトップキャンペーン スペシャルコーティングバージョン（2003年）
以上3点、金メッキ。ゴールドトップキャンペーン当選品。

### ガンダムデカール
ガンダムデカール(GUNDAM DECAL)

### アクションベース
ACTION BASE

### LED ユニット
- ガンプラ用 LED ユニット 2個セット（緑）（2011年9月）
- 発光ユニット（白）2灯式（2017年4月）
- LEDユニット（イエロー）（2018年3月）
- LEDユニット（ブルー）（2019年2月）

BHCショップ商品
限定モデル（プレミアムバンダイ限定販売）
- ガンプラ用 LED ユニット 2個セット（赤）（2011年10月）
- ガンプラ用 LED ユニット 2個セット（ピンク）（2013年7月）
- ガンプラ用 LED ユニット 2個セット（イエロー）（2015年12月）

### ビルダーズパーツ
BUILDERS PARTS
- 1/144 システムウェポン 001（2011年12月）
- システムベース 001（2011年12月）
- 1/144 システムウェポン 002（2012年1月）
- 1/144 システムウェポン 003（2012年8月）[j 4]
- 1/144 システムウェポン 004（2012年12月）
- システムベース 001（ガンメタ）（2013年2月）
- システムベース 001（ホワイト）（2013年2月）
- 1/144 システムウェポン 005（2013年6月）
- 1/144 システムウェポン 006（2013年12月）
- 1/144 システムウェポン 007（2014年7月）
- 1/144 システムウェポン 008（2014年8月）
- 1/144 システムウェポン 009（2015年7月）
- 1/144 システムウェポン 010（2015年8月）

限定モデル（ガンダムベース限定）
- システムウェポンキット001（2019年10月）
- システムウェポンキット002（2019年10月）
- システムウェポンキット003（2019年12月）
- システムウェポンキット004（2019年12月）
- システムウェポンキット005（2020年2月）
- システムウェポンキット006（2020年2月）
- システムウェポンキット007（2020年6月）
- システムウェポンキット008（2020年6月）
- システムウェポンキット009（2020年10月）
- システムウェポンキット010（2020年10月）

#### ビルダーズパーツエイチディー
BUILDERS PARTS HD (BPHD)、ビルダーズパーツHD
1. ノンスケール MSサイトレンズ01（2012年7月）[j 5]
2. 1/144 MSハンド01（連邦系）（2012年7月）[j 5]
3. 1/144 MSハンド02（ジオン系）（2012年7月）[j 5]
4. 1/144 MSバーニア01（2012年7月）[j 5]
5. 1/144 MSエフェクト01（2012年7月）[j 5]
6. 1/144 MSスパイク01（2012年7月）[j 5]
7. 1/100 MSハンド01（連邦系）（2012年7月）[j 5]
8. 1/100 MSハンド02（ジオン系）（2012年7月）[j 5]
9. 1/100 MSバーニア01（2012年7月）[j 5]
10. 1/100 MSエフェクト01（2012年7月）[j 5]
11. 1/100 MSスパイク01（2012年7月）[j 5]
12. ノンスケール MSブレード01（2012年11月）
13. ノンスケール MSスラスター01（2012年11月）
14. ノンスケール MSタンク01（2012年11月）
15. 1/144 MSフィギュア01（2012年11月）
16. 1/100 MSフィギュア01（2012年11月）
17. ノンスケール MSサイトレンズ01（ピンク）（2013年1月）
18. ノンスケール MSサイトレンズ01（グリーン）（2013年1月）
19. ノンスケール MSパネル01（2013年4月）
20. ノンスケール MSレドーム01（2013年4月）
21. ノンスケール MSエンブレムレリーフ01（2013年4月）
22. 1/144 MSハンド03（連邦系・Sサイズ）（2013年6月）
23. 1/144 MSハンド04（連邦系・Lサイズ）（2013年6月）
24. ノンスケール MSディテール01（2013年6月）
25. 1/144 MSスパイク02（2013年9月）
26. 1/144 MSパイプ01（2013年9月）
27. ノンスケール MSバーニア02（2014年3月）
28. ノンスケール MS強化ウイング01（2014年3月）
29. ノンスケール MSキャノン01（2014年5月）
30. ノンスケール MSランチャー01（2014年5月）
31. ノンスケール MSグランド01（2014年7月）
32. ノンスケール MSファンネル01（2014年7月）
33. ノンスケール MSアーマー01（2014年11月）
34. ノンスケール MSマリン01（2014年11月）
35. ノンスケール MSバーニア03（2015年5月）
36. ノンスケール MSソード01（2015年5月）
37. 1/144 MSハンド01（連邦系）ダークグレー（2015年8月）
38. 1/144 MSハンド02（ジオン系）ダークグレー（2015年10月）
39. 1/100 MSハンド01（連邦系）メカニックカラー（2016年7月）
40. 1/100 MSバーニア01（メカニックカラー）（2016年7月）
41. 1/100 MSエフェクト01（イエロー）（2016年7月）
42. 1/100 MSフィギュア01（ホワイト）（2016年7月）
43. 1/100 MSスパイク01（アイアンメタリック）（2016年7月）
44. 1/100 MSハンド02（ジオン系）メカニックカラー（2016年7月）
45. ノンスケール MSスラスター01（メカニックカラー）（2016年7月）
46. ノンスケール MSタンク01（ホワイト）（2016年7月）
47. ノンスケール MSレドーム01（ホワイト）（2016年7月）
48. ノンスケール MSディテール01（メカニックカラー）（2016年7月）
49. 1/144 MSパイプ01（ダークグレー）（2016年7月）
50. ノンスケール MSバーニア02（メカニックカラー）（2016年7月）
51. ノンスケール MS強化ウイング01（ホワイト）（2016年7月）
52. ノンスケール MSバーニア03（メカニックカラー）（2016年7月）
53. ノンスケール MSグランド01（アイアンメタリック）（2016年7月）
54. ノンスケール MSファンネル01（ホワイト）（2016年7月）
55. ノンスケール MSマリン01（メカニックカラー）（2016年7月）
56. ノンスケール MSソード01（アイアンメタリック）（2016年7月）
57. 1/144 MSハンド01（連邦系）メカニックカラー（2016年7月）
58. 1/144 MSバーニア01（メカニックカラー）（2016年7月）
59. 1/144 MSエフェクト01（イエロー）（2016年7月）
60. 1/144 MSフィギュア01（ホワイト）（2016年7月）
61. 1/144 MSスパイク01（アイアンメタリック）（2016年7月）
62. 1/144 MSハンド02（ジオン系）メカニックカラー（2016年7月）
63. ノンスケール MSブレード01（ホワイト）（2016年7月）
64. ノンスケール MSパネル01（ホワイト）（2016年7月）
65. ノンスケール MSエンブレムレリーフ01（ゴールド）（2016年7月）
66. 1/144 MSハンド03（連邦系・Sサイズ）メカニックカラー（2016年7月）
67. 1/144 MSハンド04（連邦系・Lサイズ）メカニックカラー（2016年7月）
68. 1/144 MSスパイク02（アイアンメタリック）（2016年7月）
69. ノンスケール MSキャノン01（ダークグレー）（2016年7月）
70. ノンスケール MSランチャー01（アイアンメタリック）（2016年7月）
71. ノンスケール MSアーマー01（ホワイト）（2016年7月）
72. ノンスケール MSサイトレンズ01（レッド）（2016年7月）
73. ノンスケール MSサイトレンズ01（イエロー）（2016年7月）
74. 1/144 MSハンド01（連邦系）ガンダムホワイト（2016年7月）
75. 1/144 MSハンド02（ジオン系）ザクグリーン（2016年7月）

限定モデル
- 1/144 MSエフェクト01 クリアブルーVer.（2012年11月）
ビルダーズパーツHD light。ガンプラEXPOワールドツアージャパン2012限定。会場で配布。
- 1/100 MSハンド02（ジオン系）ガンメタVer.（2012年12月）
- 1/100 MSエフェクト01 クリアピンクVer.（2012年12月）
- 1/100 MSバーニア01 グロスブラックVer.（2012年12月）
- ノンスケール MSタンク01 グロスホワイトVer.（2012年12月）
以上4点、ビルダーズパーツHD light。「MGビルダーパーツキャンペーン」景品。
- 1/100 MSスパイク01&エモーションマニピュレーター（ジオン系）（2021年5月）
- 1/100 MSバーニア01&エモーションマニピュレーター（連邦系）（2021年5月）
- 1/100 MSエフェクト01（クリアブルー）（2021年6月）
以上3点、ガンダムベース限定。

### キャラスタンドプレート
CHARA STAND PLATE
- 01 三日月・オーガス（2015年12月）機動戦士ガンダム 鉄血のオルフェンズ
- 02 オルガ・イツカ（2015年12月）機動戦士ガンダム 鉄血のオルフェンズ
- 03 ガエリオ・ボードウィン（2016年1月）機動戦士ガンダム 鉄血のオルフェンズ
- 04 マクギリス・ファリド（2016年2月）機動戦士ガンダム 鉄血のオルフェンズ
- 05 クーデリア・藍那・バーンスタイン（2016年4月）機動戦士ガンダム 鉄血のオルフェンズ
- 06 アトラ・ミクスタ（2016年5月）機動戦士ガンダム 鉄血のオルフェンズ
- 07 ホシノ・フミナ（2016年9月）ガンダムビルドファイターズトライ

### オプションその他

#### BHCショップ商品
ホビーサイトのBHCショップ通信販売商品。
- 相談センターサポートパーツセット PCセット1（2009年8月）
- 相談センターサポートパーツセット SBセット1（2009年8月）
- BA-1セット（2010年2月）
- LEDセット（レッドタイプ）（2010年2月）
- LEDセット（緑）（2010年11月）
- PC123プラス（2012年3月）
- PC001（2012年3月）
- LEDセット イエロー（2014年1月）
- LEDセット ピンク（2014年1月）

#### オプション限定モデル
- 限定カラー ガンプラディスプレイベース（2012年）
ラメ入りクリア。非売品。
- HGカスタマイズキャンペーン（2013年12月）
HGカスタマイズキャンペーン景品。
  - A:ウェポン（バズーカ）&ジョイントパーツ
  - B:ウェポン（ビームガトリングガン）&ジョイントパーツ
  - C:ウェポン（ビームライフル）&ジョイントパーツ
  - D:ウェポン（ビームバズーカ）&ジョイントパーツ
  - E:ウェポン（ツインヒートサーベル）&ジョイントパーツ
  - F:ウェポン（ガトリングガン）&ジョイントパーツ
- 次世代ワールドホビーフェア'14 Winter 限定（2014年1月）
次世代ワールドホビーフェア'14 Winter 限定プレゼント。
  - A:HGウェポン（バズーカ）&ジョイントパーツ シルバーVer.
  - B:HGウェポン（ビームガトリングガン）&ジョイントパーツ シルバーVer.
  - C:HGウェポン（ビームライフル）&ジョイントパーツ シルバーVer.
  - D:HGウェポン（ビームバズーカ）&ジョイントパーツ シルバーVer.
  - E:HGウェポン（ツインヒートサーベル）&ジョイントパーツ シルバーVer.
  - F:HGウェポン（ガトリングガン）&ジョイントパーツ シルバーVer.
- HGカスタマイズキャンペーン 2014 Summer
HGカスタマイズキャンペーン 2014 Summer景品。
  - A:ビームランチャー（2014年7月）
  - B:ガトリングガン（2014年7月）
  - C:二連ビームライフル&ソード（2014年7月）
  - D:R4タイプビームライフル（2014年8月）
  - E:ミサイルランチャー（2014年8月）
  - F:ドリルランス&ヒート・トマホーク（2014年8月）
- HG ウェポン&ジョイントパーツ スペシャルカラーVer.（2014年8月）
HGCE ストライクガンダム 電撃ホビージャパン SPECIAL同梱品。「キャラホビ2014」にて限定販売。
- HGカスタマイズキャンペーン 2015 Summer
HGカスタマイズキャンペーン 2015 Summer景品。
  - A:ガトリングガン（2015年7月）
  - B:バックパックアーム（2015年7月）
  - C:ブレードビームガン（2015年7月）
  - D:三連キャノン（2015年8月）
  - E:レールガン（2015年8月）
  - F:シールド&トライジョイント（2015年8月）
- ガンプラEXPO 来場者特典 ガンプラ35周年ベース（2015年11月）
ガンプラ35周年ベース(EXPO Ver.)。「ガンプラEXPO ワールドツアージャパン 2015」入場特典。
- HGカスタマイズキャンペーン 2016 Summer
HGカスタマイズキャンペーン 2016 Summer景品。
  - A:ガトリングロングライフル（2016年7月）
  - B:バスターフェダーインライフル（2016年7月）
  - C:ガトリングクロー（2016年7月）
  - D:ヒートアサルトシールド（2016年7月）
  - E:ブレードビームガン（2016年8月）
  - F:パイルブレイカーランチャー（2016年8月）
  - G:ソードビームマシンガン（2016年8月）
  - H:バックパックキャノンアーム（2016年8月）
- HGカスタマイズキャンペーン2018
HGカスタマイズキャンペーン2018景品。
  - A:バズーカ&ジョイントパーツ（2018年4月）
  - B:ビームガトリングガン&ジョイントパーツ（2018年4月）
  - C:ビームライフル&ジョイントパーツ（2018年4月）
  - D:ビームバズーカ&ジョイントパーツ（2018年4月）
  - E:ツインヒートサーベル&ジョイントパーツ（2018年4月）
  - F:ガトリングガン&ジョイントパーツ（2018年4月）
- デブリパーツセット（2018年6月）
ガンダムベース限定。
- HG 1/144 ロング・ライフル（2018年9月）
ガンダムエース2018年11月号付録。「機動戦士ムーンガンダム」刊行記念、HGムーンガンダム連動ロング・ライフル。RGサザビー用ハンドパーツ付き。
- HG 1/144 ロング・ライフル（2020年3月）
機動戦士ガンダム新訳MS大全集 特装版 U.C.0092‐0169編に同梱。RGサザビー用ハンドパーツ付き。
- MS汎用ハンガー（2020年5月）
ガンダムベース限定。

## その他
- 1/1700 ガンダムGP01（時期不明）機動戦士ガンダム0083
非売品。
- 1/12 MS-06S シャア専用ザクヘッド（2007年12月）
SoftBank 913SH G TYPE-CHAR シャア専用ケータイに同梱。
- GUNDAM BIG EXPO開催記念 特製プラモプレート（2009年8月）
ガンダムビッグエキスポ前売券購入入場者プレゼント。
- 945SH G Ver.GP30th（2010年9月）
SoftBank ガンプラケータイ。1/100 RX-78-2 ガンダム同梱。
- 1/700 ガンダム（2011年10月）機動戦士ガンダム 
1/700 東京スカイツリー初回生産分に付属。
- STRICT-G ガンプラハンガー（2012年8月）
1/200 RX-78-2 ガンダム付きハンガー。STRICT-G オリジナルガンプラハンガープレゼントキャンペーンプレゼント品。
- MSZ-006 ゼータガンダムヘッドディスプレイベース（2012年11月）
ガンダムエース2013年1月号付録。
- MSZ-006 ゼータガンダムヘッドディスプレイベース クリアVer.（2013年）
ガンダムエースコミックス「ニュージェネレーションキャンペーン」景品。
- STRICT-G ガンプラハンガーブラックVer.（2015年3月）
1/200 RX-78-2 ガンダム付きハンガー。STRICT-G リミテッドTシャツに付属。
- 1/144 ガンダムフロント東京 ガンプラファクトリー RX-78-2 ガンダムヘッドパーツ（2015年5月）
ガンダムフロント東京「ガンプラ ファクトリー」入場者プレゼント。
- 1/144 ガンダムフロント東京 ガンプラファクトリー RX-78-2 ガンダム（2015年5月）
ガンダムフロント東京「ガンプラ アッセンブル体験」用アイテム。
- 1/144 RX-78-2 ガンダム 組立体験会Ver.（2016年3月）
ガンダムフロント東京「はじめてのガンプラ組立体験会」他、イベント用アイテム。
- 1/144 ガンダムフロント東京 ガンプラファクトリー RX-78-2 ガンダムヘッドパーツ クリアカラーバージョン（2016年4月）
ガンダムフロント東京「ガンプラ ファクトリー」入場者プレゼント。
- 1/144 ガンダムフロント東京 ガンプラファクトリー RX-78-2 ガンダム クリアカラーバージョン（2016年4月）
ガンダムフロント東京「ガンプラデザインファクトリー体験会」用アイテム。
- ミニハロ（2019年）
非売品。
- 「機動戦士ガンダム」ロゴプラモデル（2019年7月）
ガンダム夏祭り2019 謎解きラリー「ガンダム40周年の秘宝を手に入れろ!」景品。
- 1/144 RX-78-2 E235ガンダム JR東日本専用機 Ver.（2020年1月）
「JR東日本 機動戦士ガンダムスタンプラリー あなたならできるわ。」全駅達成賞品。
- ガンダリウム合金モデル 1/144 RX-78-2 ガンダム（2020年12月）
プレミアムバンダイ限定。
- ADVANCE OF Z ティターンズの旗のもとに 復刻セット（2021年2月）
プレミアムバンダイ限定。

### 電撃ホビーマガジン付録等
- 1/144 RX-121-1 ガンダムTR-1 ヘイズル改（2004年1月号）
電撃ホビーマガジン2004年1月号付録。
- 1/144 RX-121-1 ガンダムTR-1 ヘイズル改 クリアバージョン（2004年）
電撃ガンプラ王決定戦2004特別賞。
- 1/200 RX-121-1 ガンダムTR-1 ヘイズル改（2004年11月）
電撃ホビーマガジン6周年記念特別号Vol.1付録。
- 1/400 YRMS-106+BL-85X バイザックTR-2 ビグウィグ（2004年11月）
電撃ホビーマガジン6周年記念特別号Vol.2付録。
- 1/200 RX-121-2 ガンダムTR-1 ヘイズル2号機（2004年12月）
電撃ホビーマガジン6周年記念特別号Vol.3付録。
- 1/400 NRX-044[R] 試作アッシマーTR-3 キハール（2004年12月）
電撃ホビーマガジン6周年記念特別号Vol.4付録。
- 1/200 RX-121-1 ガンダムTR-1 ヘイズル改 クリアブルー（2005年7月）
- 1/400 YRMS-106+BL-85X バイザックTR-2 ビグウィグ クリアブルー（2005年7月）
- 1/200 RX-121-2 ガンダムTR-1 ヘイズル2号機 スモークグレー（2005年7月）
- 1/400 NRX-044[R] 試作アッシマーTR-3 キハール クリアオレンジ（2005年7月）
以上4点、電撃ガンプラ王決定戦2005参加賞。
- 1/144 ホワイトベースMSハンガー（2010年7月）
電撃ホビーマガジン2010年9月号付録。
- 1/144 ガンダム[ケストレル]（2012年3月）
電撃ホビーマガジン2012年5月号付録。
- 1/144 MSハンガー クリアーVer.（2012年）
電撃ガンプラ王2012上位入賞者賞品。
- 1/144 ガンダム[ケストレル]スペシャルカラーキット（2012年）
「ガンダム[ケストレル]」模型コンテスト最優秀賞賞品[j 6]。
- 1/144 ホワイトベースMSハンガー（ガンメタルVer.）（2013年11月）
電撃ホビーマガジン2014年1月号付録。

### 日清商品同梱品
- 1/380 RX-78-2 ガンダム（2009年8月）機動戦士ガンダム
- 1/380 MS-06S シャア専用ザクII（2009年8月）機動戦士ガンダム
- 1/380 MS-06F 量産型ザクII（2009年8月）機動戦士ガンダム
- 1/380 MS-09 ドム（2009年8月）機動戦士ガンダム
以上4点、「カップヌードル《miniガンプラ》パック」同梱品。
- 1/380 MS-06S シャア専用ザクII（クリアカラー）（2010年8月）機動戦士ガンダム
「カップヌードル シャア専用チリトマトヌードル《miniガンプラ》パック」同梱品。
- 1/380 MSM-07S シャア専用ズゴック（クリアカラー）（2010年8月）機動戦士ガンダム
「カップヌードル シャア専用辛さ3倍チリトマトヌードル《miniガンプラ》パック」同梱品。
- 1/380 MS-14S シャア専用ゲルググ（クリアカラー）（2010年8月）機動戦士ガンダム
「カップヌードル シャア専用赤いチーズチリトマトヌードル《miniガンプラ》パック」同梱品。
- 1/200 RX-78-2 ガンダム カップヌードルオリジナルカラーver.（2011年9月）機動戦士ガンダム
- 1/200 RX-78-2 ガンダム（2011年9月）機動戦士ガンダム
- 1/200 MS-06S シャア専用ザク カップヌードルオリジナルカラーver.（2011年9月）
- 1/200 MS-06S シャア専用ザク（2011年9月）機動戦士ガンダム
以上4点、「カップヌードル発売40周年記念 カップガンプラ&カップヌードル」同梱品。
- 1/380 RX-78-2 ガンダム ヤカン装備（クリアカラー）（2013年5月）機動戦士ガンダム
「カップヌードルカレー＜miniガンプラ ヤカン装備＞機動戦士パック」同梱品。
- 1/380 MS-14S シャア専用ゲルググ ヤカン装備（クリアカラー）（2013年5月）機動戦士ガンダム
「カップヌードル赤いカレー＜miniガンプラ ヤカン装備＞シャア専用パック」同梱品。
- 1/380 MS-06 量産型ザクII ヤカン装備（クリアカラー）（2013年5月）機動戦士ガンダム
「カップヌードルグリーンカレー＜miniガンプラ ヤカン装備＞量産型パック」同梱品。

## 情報源
1. ↑  電撃ホビーマガジン2012年7月号98ページ。
2. ↑  月刊ホビージャパン2012年7月号70ページ。
3. ↑  プレミアムバンダイ ホビーオンラインショップ より。
4. ↑  月刊ホビージャパン2012年7月号105ページ。
5. 1 2 3 4 5 6 7 8 9 10 11  月刊ホビージャパン2012年8月号117ページ。
6. ↑  電撃ホビーマガジン2012年6月号83ページ。